# Melodifestivalen 2025

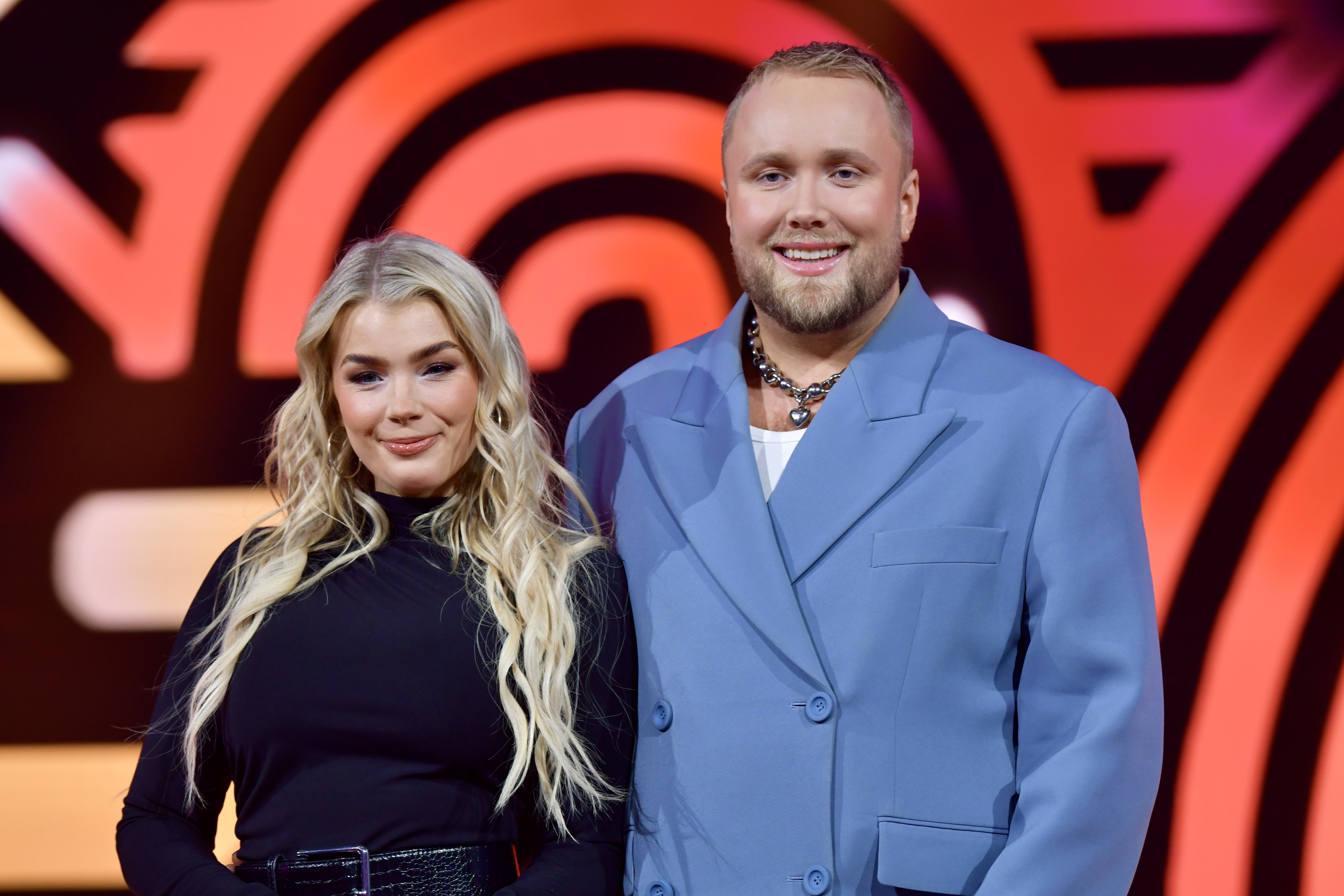
Programledarna Keyyo och Edvin Törnblom.

Melodifestivalen 2025 var den 65:e upplagan av Melodifestivalen tillika Sveriges uttagning till Eurovision Song Contest 2025. Tävlingen, som pågick mellan 1 februari och 8 mars, utgjordes av fem deltävlingar samt ett finalkval där tv-tittarna röstade fram finalisterna. Den finlandssvenska humorgruppen Kaj vann finalen med sin låt "Bara bada bastu" och representerade Sverige i Eurovision Song Contest 2025 som ägde rum i Basel i Schweiz där gruppen tog sig till final och slutade på en fjärdeplats.
Programmet leddes av Kristina "Keyyo" Petrushina och Edvin Törnblom.

## Tävlingsupplägget
Upplägget för uttagningen var att sammanlagt 30 bidrag fördelade på sex bidrag à fem deltävlingar tävlade om final- respektive finalkvalplatser. I varje deltävling fick tv-tittarna genom omröstning bestämma två bidrag som de ville skicka vidare direkt till finalen samt välja ut ett tredje bidrag som gick vidare till det så kallade finalkvalet. I den senare fick sammanlagt fem bidrag, samtliga som blev tredjeplacerade bidrag i respektive deltävling, tävla om att få de två resterande finalplatserna. När det sedan blev dags för final fick tolv bidrag tävla om vinsten.
Enligt tävlingens regelverk utsågs startfältet utsett genom i två kvoter: en där en tillsatt urvalsjury fick välja ut 15 bidrag bland låtar som skickats in via en öppen antagning och en där Sveriges Televisions Melodifestivalredaktion utsåg resterande 15 bidrag. Redaktionen gavs möjlighet att både välja låtar som juryn inte tog med i sin kvot och genom att göra så kallade specialinbjudningar till olika låtskrivare och artister. En antagning genomfördes mellan den 23 augusti och 13 september 2024, medan startfältet presenterades senare samma år. Totalt inkom 2 794 låtar, vilket var en ökning med 170 låtar jämfört med året innan.

### Förändringar
I samband med att Sveriges Television presenterade tävlingsreglerna för uttagningen i slutet av augusti 2024 meddelades ett antal förändringar i tävlingsupplägget:
- Dagen före respektive deltävlings direktsändning publicerade Sveriges Television studioversionerna av de sex tävlingsbidrag som deltog i det aktuella programmet, detta istället för att låta direktsändning vara första gången bidragen framförs offentligt för allmänheten. Samtliga tävlingsbidrag i samma deltävling fanns även tillgängliga direkt efter sändning. Tidigare år med deltävlingsupplägget (2002 till 2024) fick annars finalisterna inte spelas offentligt igen förrän alla deltävlingar hade avgjorts. I vissa tidiga upplagor fick heller inte kvalbidrag framföras offentligt förrän alla deltävlingar hade avgjorts, men den regeln ströks sedan ett antal upplagor tillbaka.
- För första gången sedan år 2002 gick heller inga tävlingsbidrag som placerat sig på fjärdeplats i totaltabellen för respektive deltävling vidare till kvalprogrammet. Således var det bara det tredjeplacerade bidraget i respektive deltävling som fick chansen att försöka kvala till sig de sista finalplatserna.
- Finalkvalet, som infördes under föregående upplaga, gjordes om. Först korades det av de fem kvalbidragen som fick flest röster i sin deltävling till kvalets vinnare vilket innebar att bidraget gick direkt till final. De kvarvarande fyra bidragen fick därefter genomgå en andra röstningsomgång varpå de nya röster som inkom adderades till röster som bidragen fick i deltävlingarna. Den av de fyra som efter den andra röstningsomgången har fått flest totala antalet röster blev den andra och sista finalisten från kvalet.

## Deltävlingar och artister

### Deltävling 1

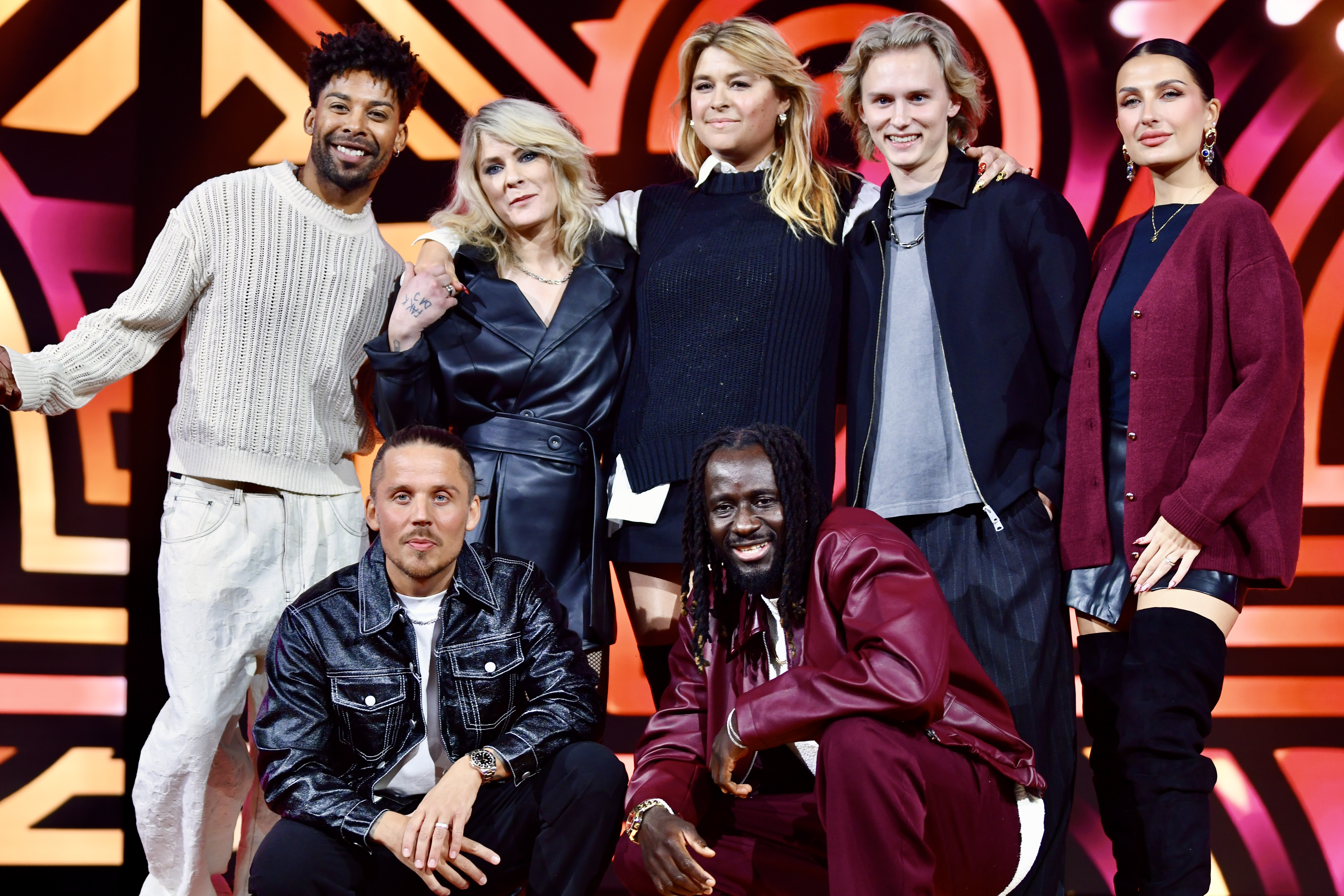
Deltagarna i deltävling 1.

Deltävlingen hölls i Coop Norrbotten Arena i Luleå lördagen den 1 februari 2025.
| Nr | Artist                 | Bidrag              | Text och musik                                                                                      |
| -- | ---------------------- | ------------------- | --------------------------------------------------------------------------------------------------- |
| 1  | Albin Johnsén feat. Pa | Upp i luften        | Mattias Andréasson, Christoffer Balazik, Fernand MP, Albin Johnsén, Pa Modou                        |
| 2  | Maja Ivarsson          | Kamikaze Life       | Joy Deb, Linnea Deb, Maja Ivarsson, Andreas "Giri" Lindbergh, Jimmy "Joker" Thörnfeldt              |
| 3  | John Lundvik           | Voice of the Silent | Jimmy Jansson, John Lundvik, Peter Boström, Thomas G:son                                            |
| 4  | Meira Omar             | Hush Hush           | Laurell Barker, Dino Medanhodzic, Meira Omar, Anderz Wrethov                                        |
| 5  | Adrian Macéus          | Vår första gång     | Adrian Björklund, Adam "Rymdpojken" Englund, Hugo Geijer Persson, Adrian Macéus, William Pärlenskog |
| 6  | Linnea Henriksson      | Den känslan         | Sebastian Atas, Linnea Henriksson, David Lindgren Zacharias                                         |

#### Resultat
| Nr | Bidrag                | Omgång 1 | Omgång 1 | Omgång 1 | Omgång 1 | Omgång 1 | Omgång 1 | Omgång 1 | Omgång 1 | Omgång 1 | Omgång 1  | Omgång 2                                                 | Totalt antal röster                                      | Plac. | Anmärkning |
| Nr | Bidrag                | 3-9      | 10-15    | 16-29    | 30-44    | 45-59    | 60-74    | 75+      | Tel.     | Poäng    | Röster    | Röster                                                   | Totalt antal röster                                      | Plac. | Anmärkning |
| -- | --------------------- | -------- | -------- | -------- | -------- | -------- | -------- | -------- | -------- | -------- | --------- | -------------------------------------------------------- | -------------------------------------------------------- | ----- | ---------- |
| 1  | "Upp i luften"        | 12       | 10       | 8        | 5        | 5        | 1        | 1        | 3        | 45       | 1 089 032 | 596 636                                                  | 1 685 668                                                | 4     | Utröstad   |
| 2  | "Kamikaze Life"       | 3        | 3        | 3        | 12       | 12       | 12       | 10       | 12       | 67       | 1 115 693 | 683 513                                                  | 1 799 206                                                | 2     | Till final |
| 3  | "Voice of the Silent" | 10       | 12       | 12       | 10       | 10       | 10       | 12       | 10       | 86       | 1 355 309 | Melodin vann omgång 1 och tävlade därmed inte i omgång 2 | Melodin vann omgång 1 och tävlade därmed inte i omgång 2 | 1     | Till final |
| 4  | "Hush Hush"           | 8        | 8        | 10       | 8        | 8        | 5        | 3        | 8        | 58       | 1 068 752 | 647 625                                                  | 1 716 377                                                | 3     | Kval       |
| 5  | "Vår första gång"     | 5        | 5        | 5        | 3        | 3        | 3        | 5        | 1        | 30       | 879 946   | 455 470                                                  | 1 335 416                                                | 5     | Utröstad   |
| 6  | "Den känslan"         | 1        | 1        | 1        | 1        | 1        | 8        | 8        | 5        | 26       | 660 354   | 342 138                                                  | 1 002 492                                                | 6     | Utröstad   |

Galleri från deltävling 1
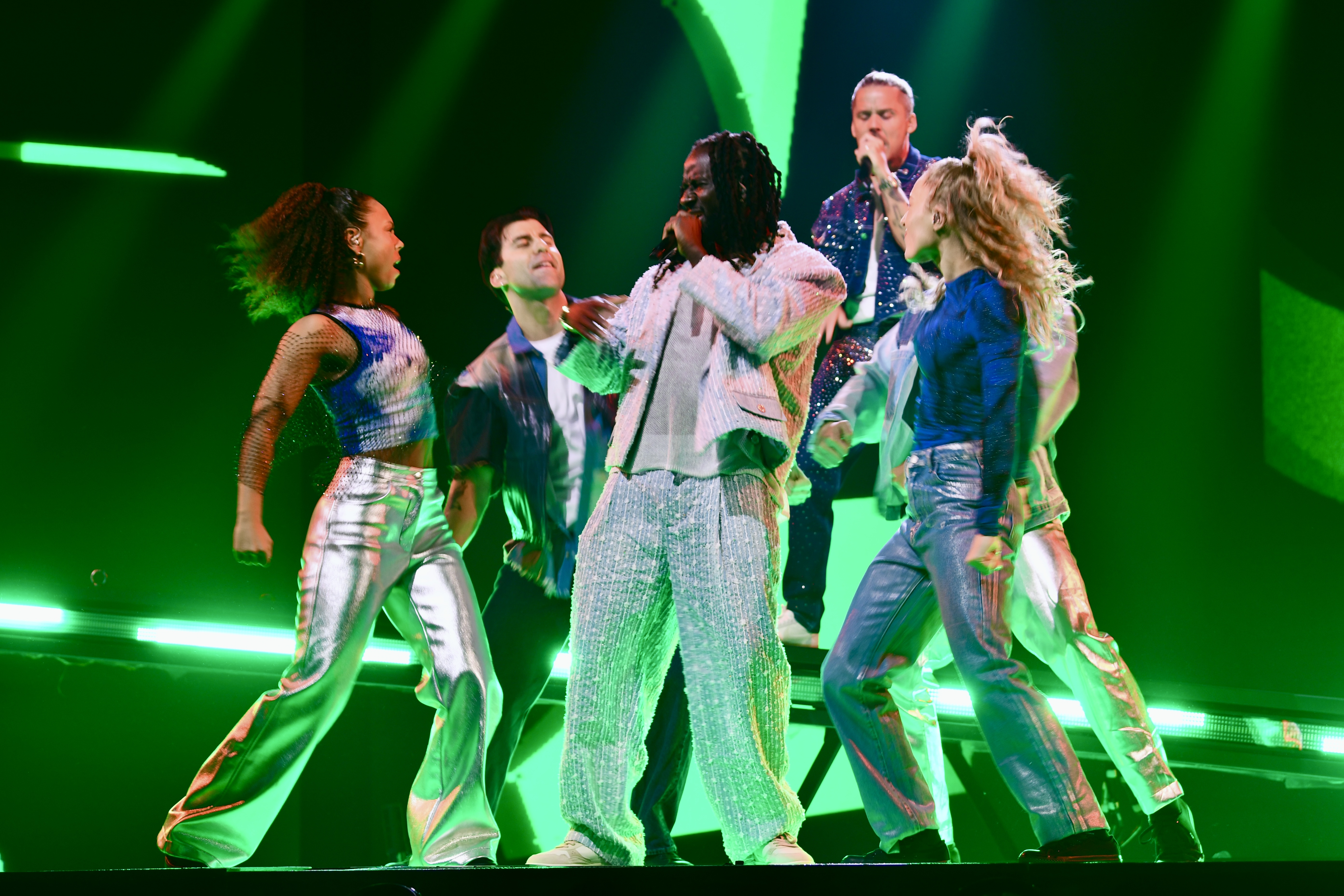
1. Albin Johnsén feat. Pa
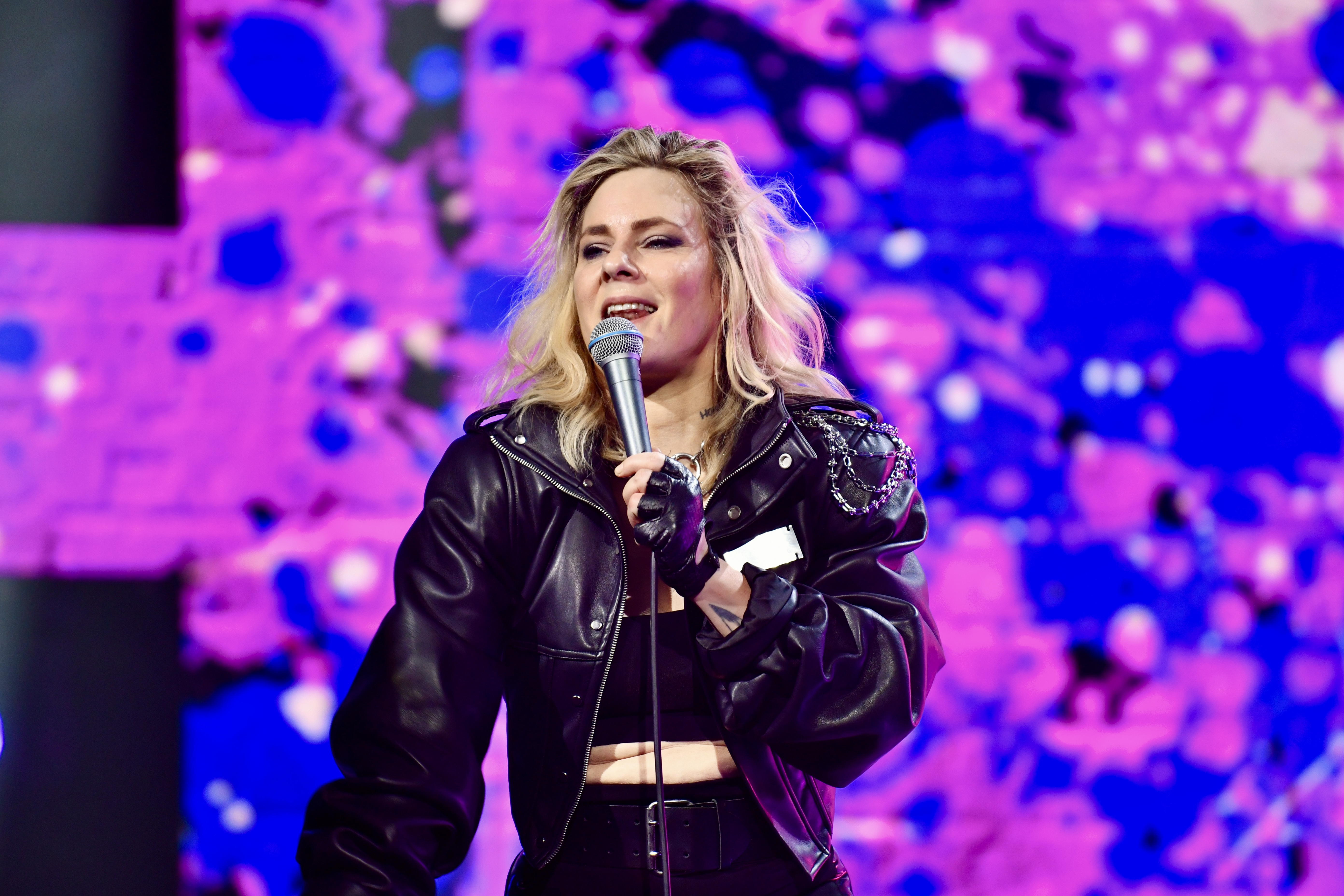
2. Maja Ivarsson
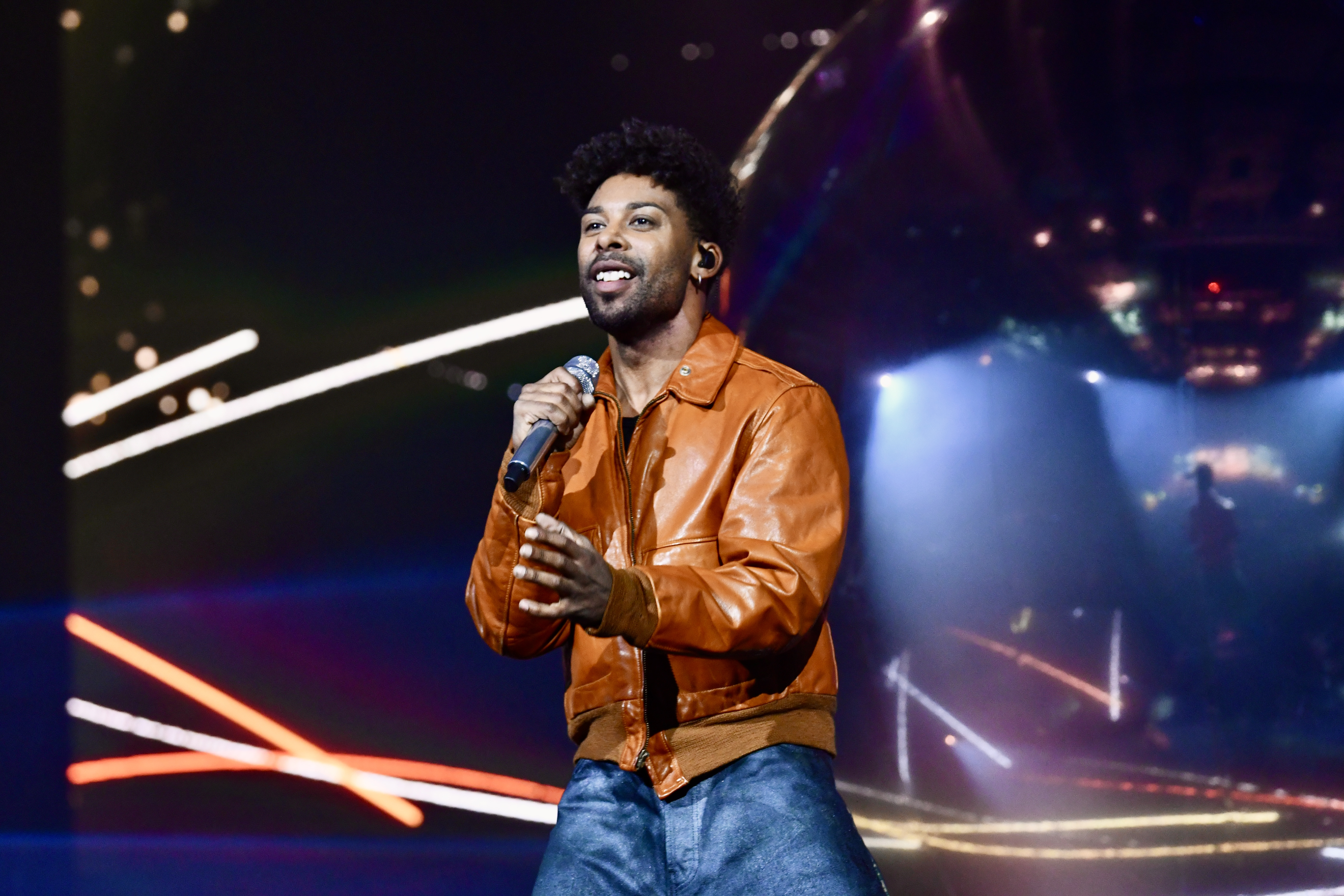
3. John Lundvik
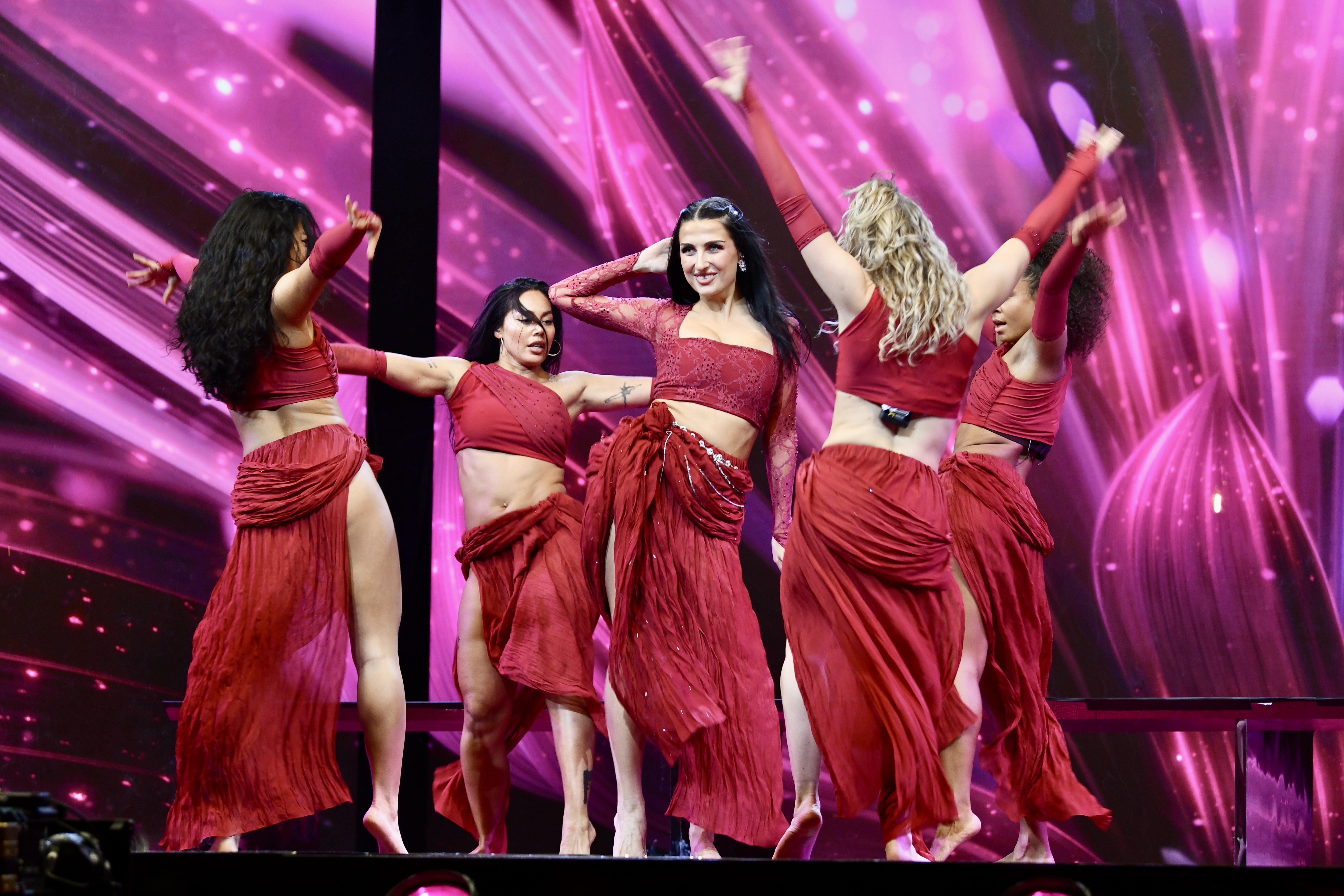
4. Meira Omar
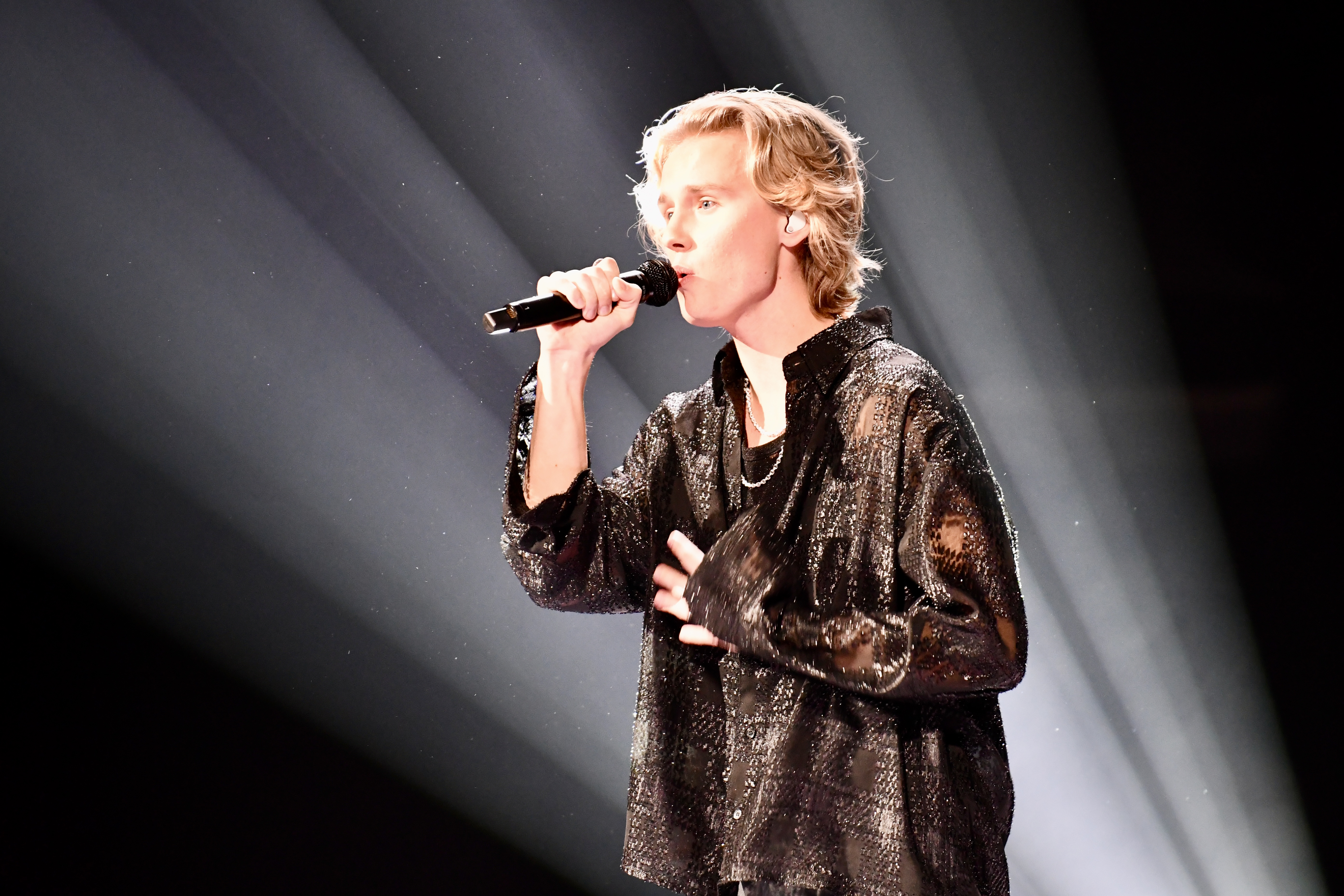
5. Adrian Macéus
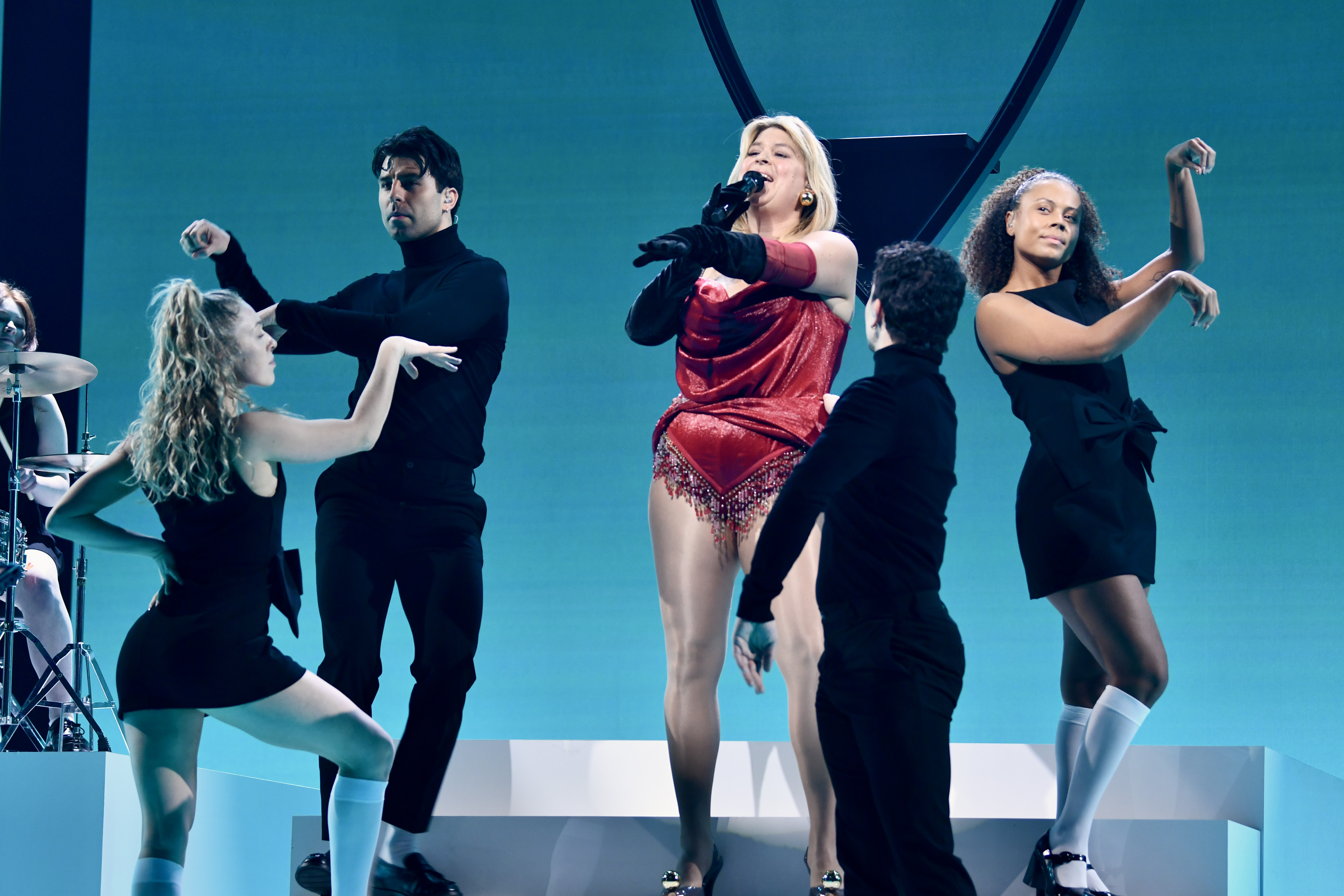
6. Linnea Henriksson

- Totalt antal TV-tittare: 2 792 000[8]
- Totalt antal SVT Play-tittare:
- Totalt antal tittare:

### Deltävling 2

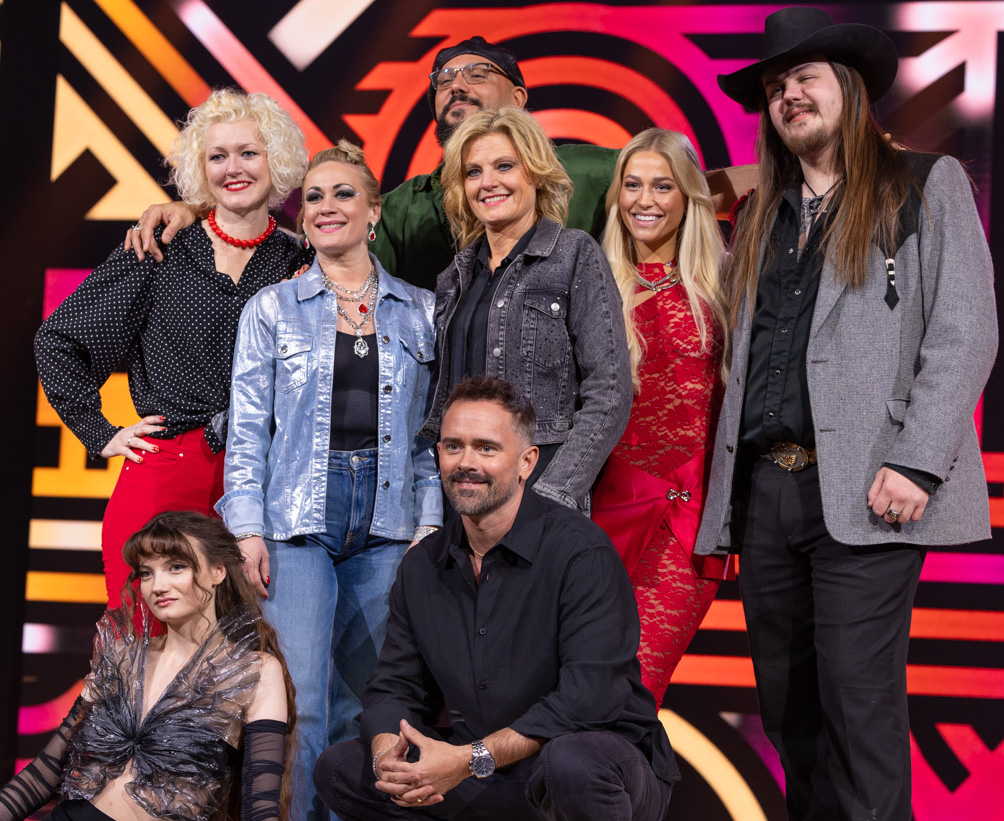
Deltagarna i deltävling 2.

Deltävlingen hölls i Scandinavium i Göteborg lördagen den 8 februari 2025.
| Nr | Artist            | Bidrag                        | Text och musik                                                                                                 |
| -- | ----------------- | ----------------------------- | --- |
| 1  | Nomi Tales        | Funniest Thing                | Nomi Bontegard, Adam Breitholtz, Herman Gardarfve, Jacob Lundahl, Simon Weidersjö                              |
| 2  | SCHLAGERZ         | Don Juan                      | Anna Engh, Mikael Karlsson                                                                                     |
| 3  | Erik Segerstedt   | Show Me What Love Is          | Mattias Andréasson, Erik Segerstedt, Pontus Söderman                                                           |
| 4  | Klara Hammarström | On and On and On              | Peter Boström, Moa "Cazzi Opeia" Carlebecker, Thomas G:son, Klara Hammarström, Jimmy Jansson, Dino Medanhodzic |
| 5  | Fredrik Lundman   | The Heart of a Swedish Cowboy | Erik Bernholm, Maja Francis, Thomas G:son                                                                      |
| 6  | Kaliffa           | Salute                        | Kaliffa Karlsson, Jakob "Big Brain" Malmlöf, Robert Skowronski, Jimmy "Joker" Thörnfeldt, Anderz Wrethov       |

#### Resultat
| Nr | Bidrag                          | Omgång 1 | Omgång 1 | Omgång 1 | Omgång 1 | Omgång 1 | Omgång 1 | Omgång 1 | Omgång 1 | Omgång 1 | Omgång 1  | Omgång 2                                                 | Totalt antal röster                                      | Plac. | Anmärkning |
| Nr | Bidrag                          | 3-9      | 10-15    | 16-29    | 30-44    | 45-59    | 60-74    | 75+      | Tel.     | Poäng    | Röster    | Röster                                                   | Totalt antal röster                                      | Plac. | Anmärkning |
| -- | ------------------------------- | -------- | -------- | -------- | -------- | -------- | -------- | -------- | -------- | -------- | --------- | -------------------------------------------------------- | -------------------------------------------------------- | ----- | ---------- |
| 1  | "Funniest Thing"                | 8        | 8        | 3        | 3        | 3        | 3        | 1        | 1        | 30       | 987 656   | 516 379                                                  | 1 504 035                                                | 4     | Utröstad   |
| 2  | "Don Juan"                      | 1        | 1        | 1        | 1        | 1        | 1        | 5        | 8        | 19       | 544 789   | 193 691                                                  | 738 480                                                  | 6     | Utröstad   |
| 3  | "Show Me What Love Is"          | 10       | 10       | 12       | 10       | 10       | 12       | 12       | 10       | 86       | 1 339 899 | Melodin vann omgång 1 och tävlade därmed inte i omgång 2 | Melodin vann omgång 1 och tävlade därmed inte i omgång 2 | 1     | Till final |
| 4  | "On and On and On"              | 12       | 12       | 10       | 12       | 12       | 10       | 10       | 5        | 83       | 1 528 183 | 1 053 759                                                | 2 581 942                                                | 2     | Till final |
| 5  | "The Heart of a Swedish Cowboy" | 3        | 3        | 5        | 5        | 8        | 8        | 8        | 12       | 52       | 945 235   | 514 404                                                  | 1 459 639                                                | 5     | Utröstad   |
| 6  | "Salute"                        | 5        | 5        | 8        | 8        | 5        | 5        | 3        | 3        | 42       | 1 072 881 | 612 155                                                  | 1 685 036                                                | 3     | Kval       |

Galleri från deltävling 2
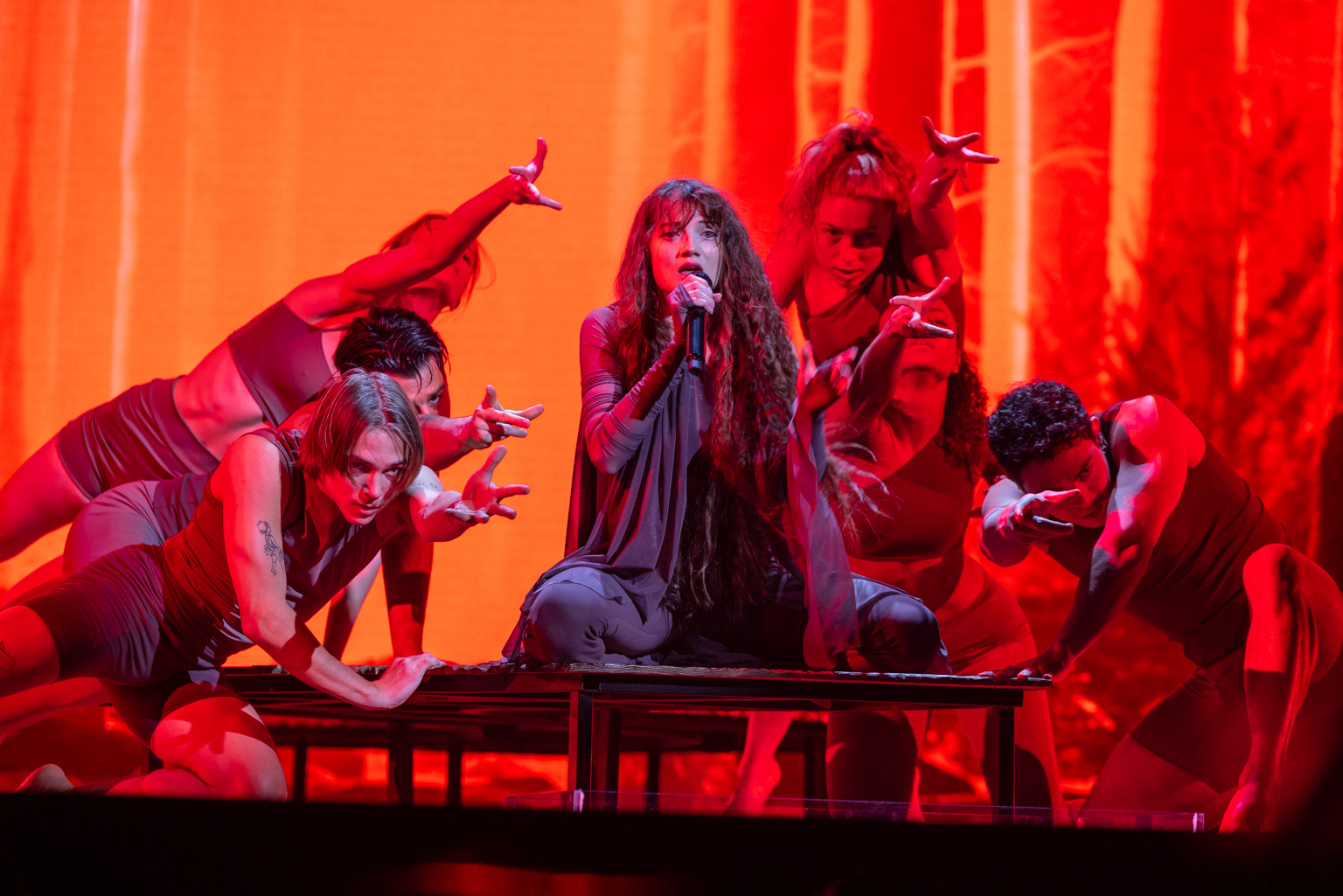
1. Nomi Tales
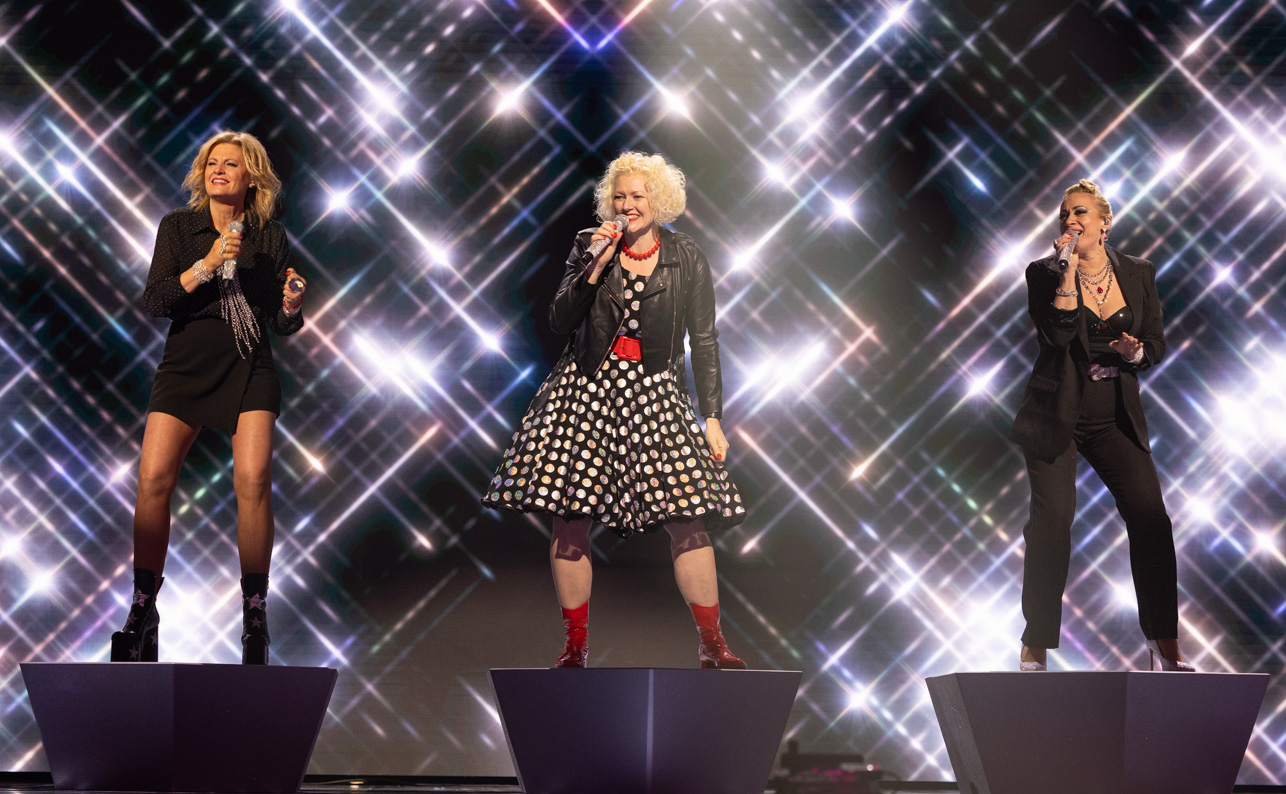
2. SCHLAGERZ
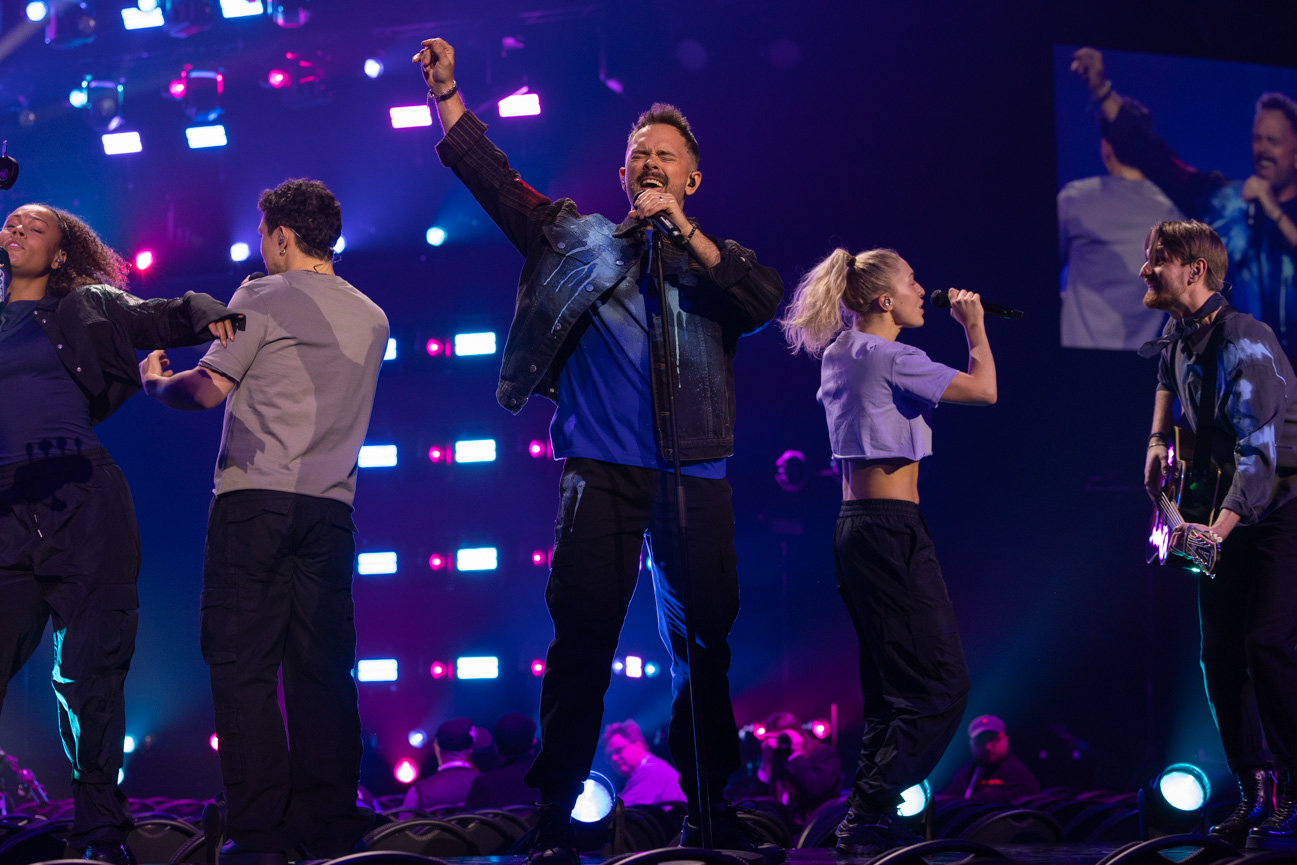
3. Erik Segerstedt
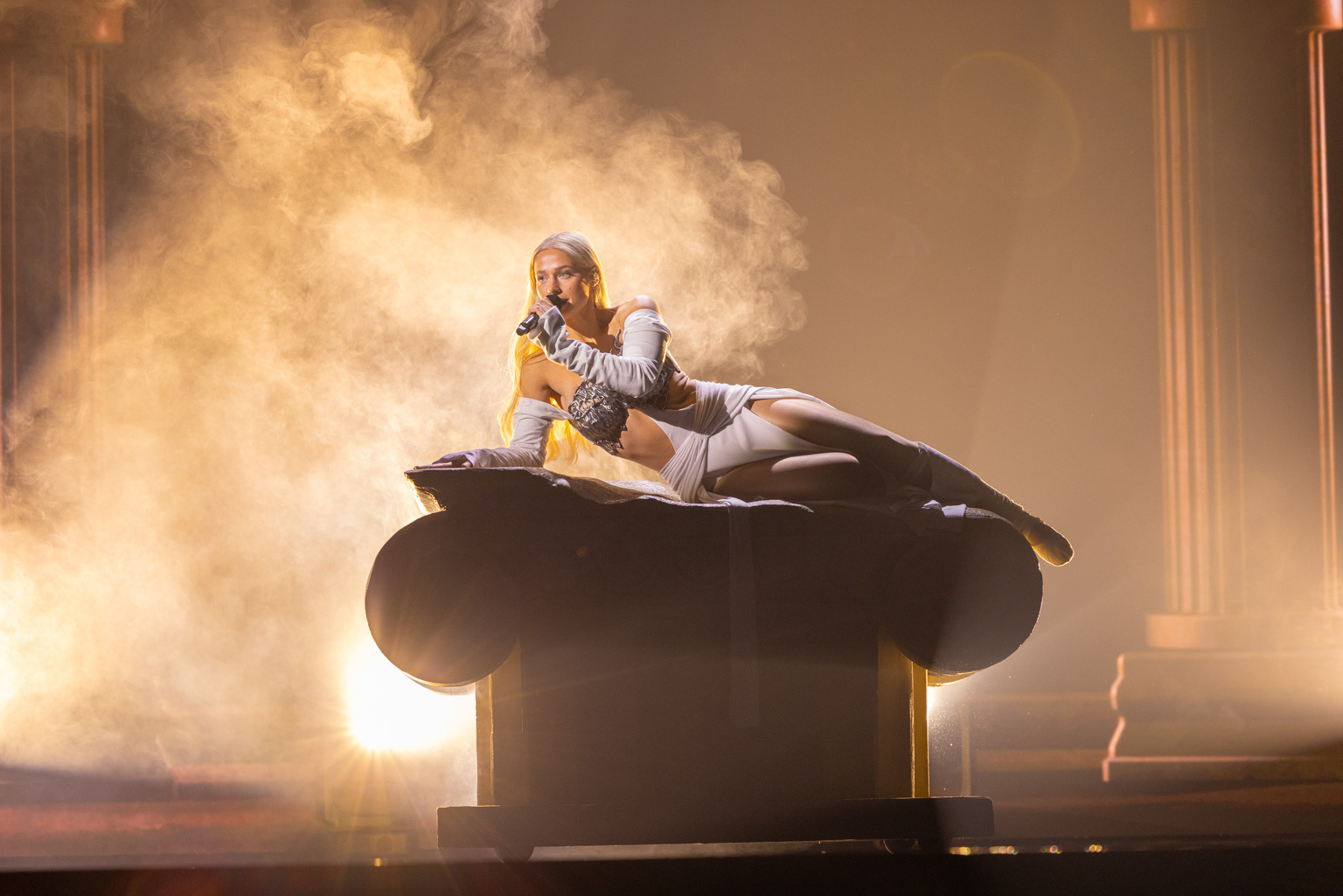
4. Klara Hammarström
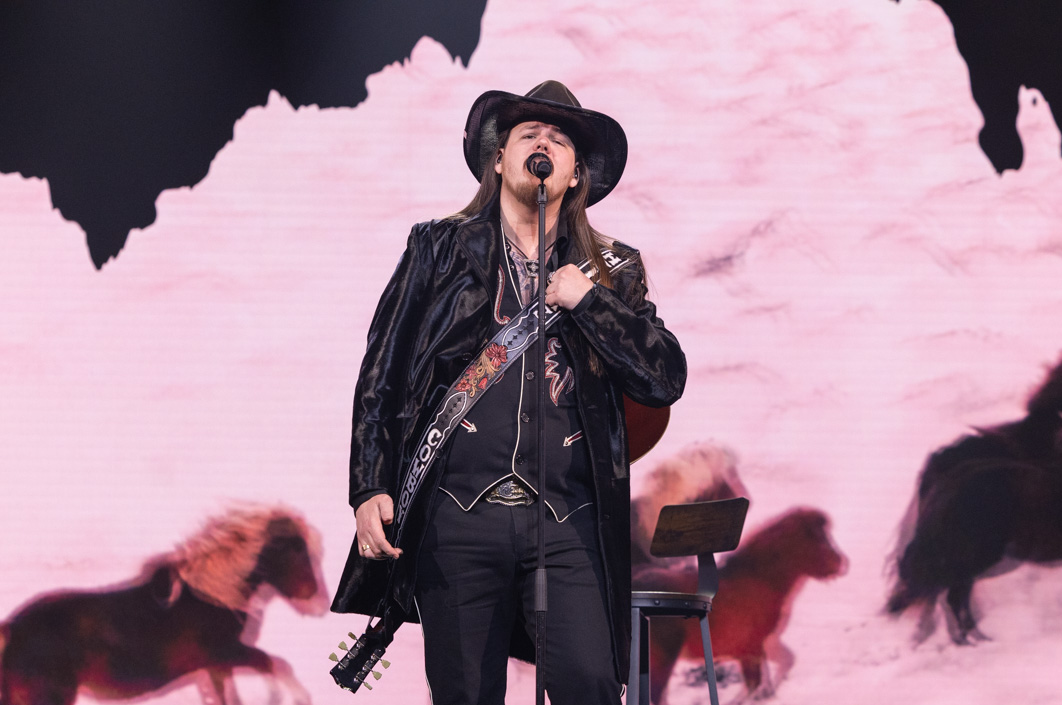
5. Fredrik Lundman
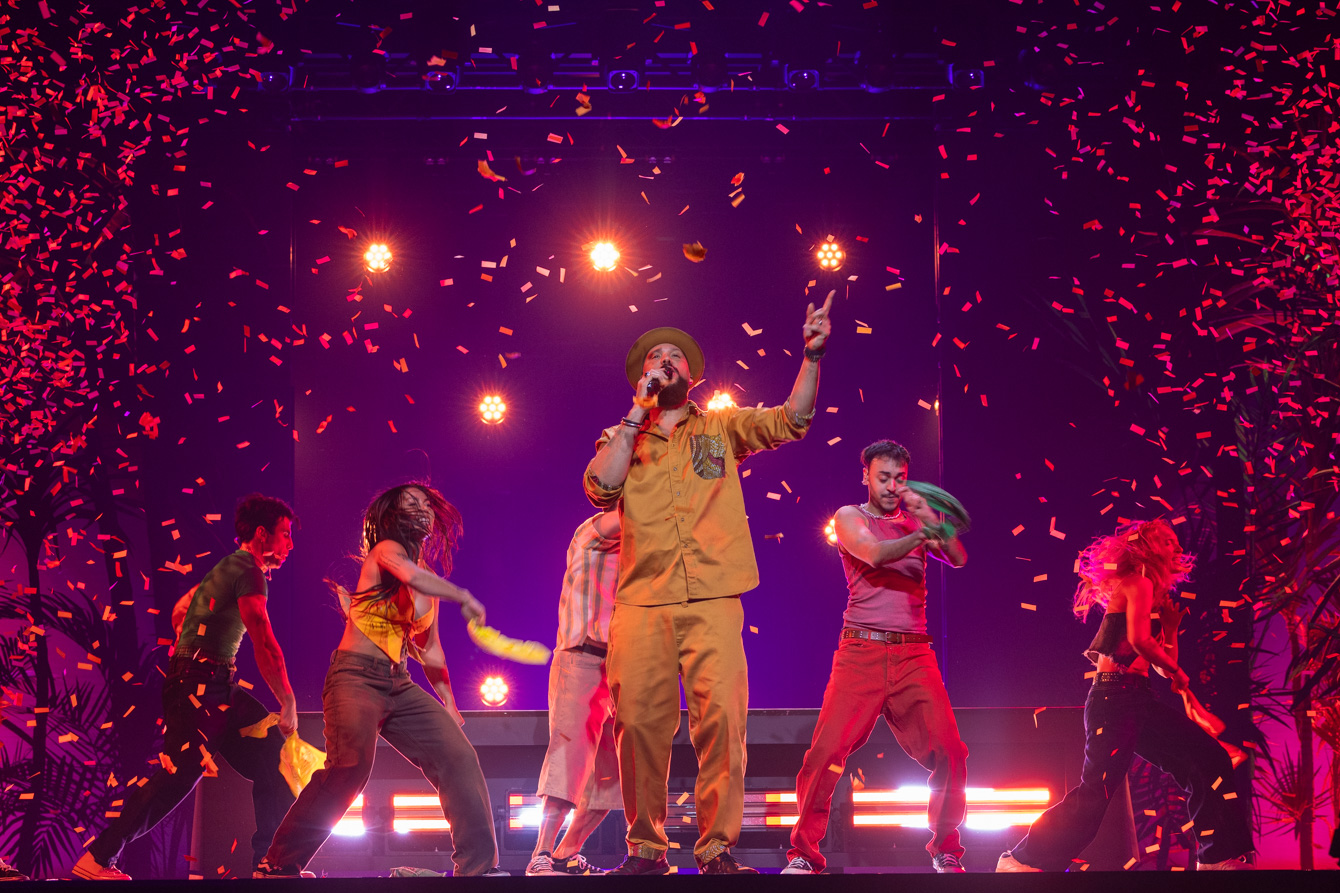
6. Kaliffa

- Totalt antal TV-tittare: 2 686 000[8]
- Totalt antal SVT Play-tittare:
- Totalt antal tittare:

### Deltävling 3

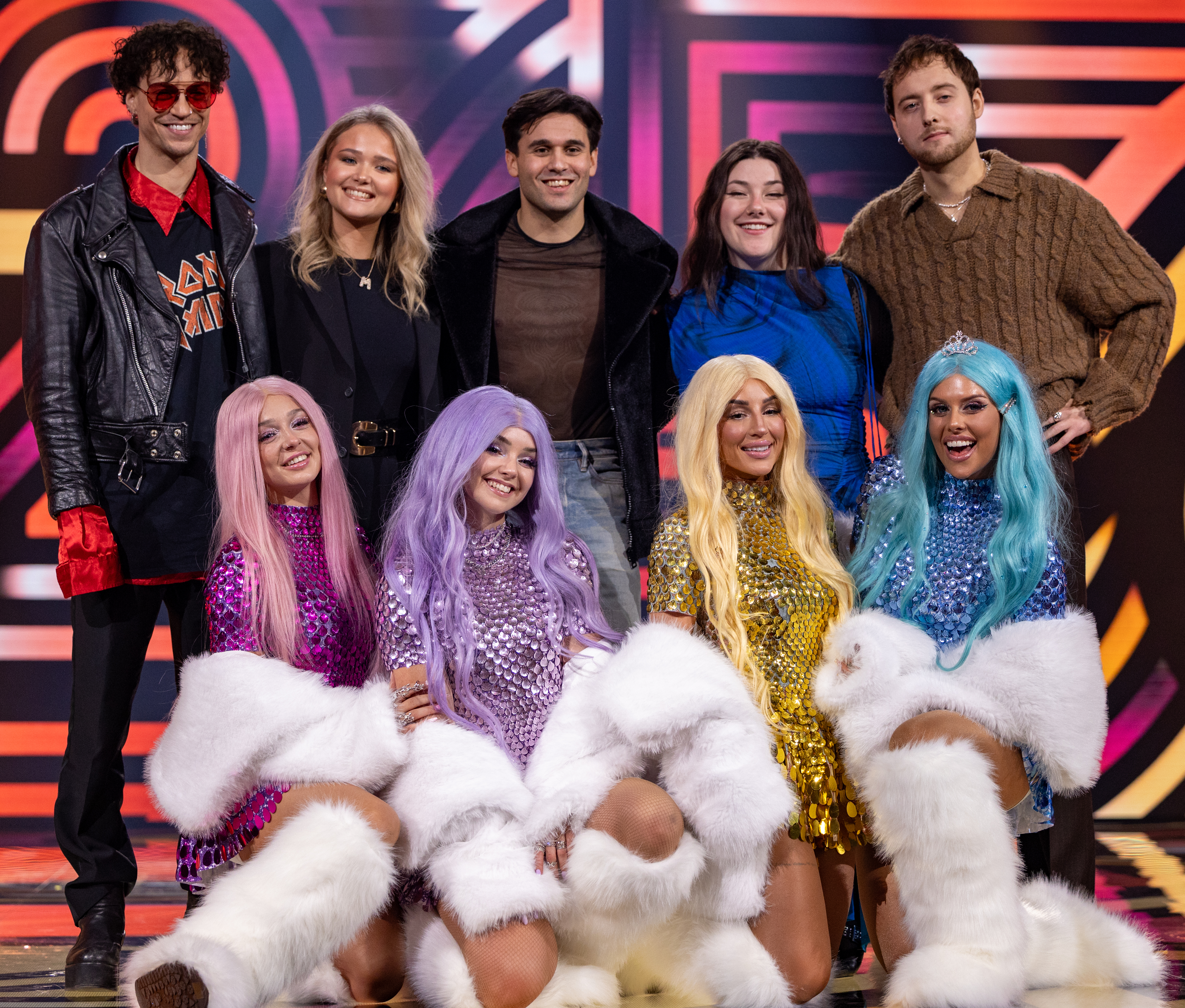
Deltagarna i deltävling 3.

Deltävlingen hölls i ABB Arena i Västerås lördagen den 15 februari 2025.
| Nr | Artist             | Bidrag     | Text och musik                                                                                                |
| -- | ------------------ | ---------- | --- |
| 1  | Greczula           | Believe Me | Kristofer Greczula, Amanda Nordelius, John Russel                                                             |
| 2  | Malou Prytz        | 24K Gold   | Julie "Kill J" Aagaard, Malou Prytz, Jimmy "Joker" Thörnfeldt, Anderz Wrethov                                 |
| 3  | Björn Holmgren     | Rädda mig  | Björn Holmgren, Jens Hult, David Lindgren Zacharias                                                           |
| 4  | Dolly Style        | Yihaa      | Caroline Aronsson, Herman Gardarfve, Patrik Jean, David Lindgren Zacharias, Mikaela Samuelsson, Melanie Wehbe |
| 5  | Angelino           | Teardrops  | Tusse Chiza, Joy Deb, Linnea Deb, Jimmy "Joker" Thörnfeldt                                                    |
| 6  | Annika Wickihalder | Life Again | Herman Gardarfve, Patrik Jean, Annika Wickihalder                                                             |

#### Resultat
| Nr | Bidrag       | Omgång 1 | Omgång 1 | Omgång 1 | Omgång 1 | Omgång 1 | Omgång 1 | Omgång 1 | Omgång 1 | Omgång 1 | Omgång 1  | Omgång 2                                                 | Totalt antal röster                                      | Plac. | Anmärkning |
| Nr | Bidrag       | 3-9      | 10-15    | 16-29    | 30-44    | 45-59    | 60-74    | 75+      | Tel.     | Poäng    | Röster    | Röster                                                   | Totalt antal röster                                      | Plac. | Anmärkning |
| -- | ------------ | -------- | -------- | -------- | -------- | -------- | -------- | -------- | -------- | -------- | --------- | -------------------------------------------------------- | -------------------------------------------------------- | ----- | ---------- |
| 1  | "Believe Me" | 5        | 3        | 12       | 12       | 12       | 10       | 10       | 10       | 74       | 1 069 958 | Melodin vann omgång 1 och tävlade därmed inte i omgång 2 | Melodin vann omgång 1 och tävlade därmed inte i omgång 2 | 1     | Till final |
| 2  | "24K Gold"   | 10       | 10       | 3        | 5        | 5        | 3        | 5        | 1        | 42       | 953 017   | 448 986                                                  | 1 384 003                                                | 4     | Utröstad   |
| 3  | "Rädda mig"  | 3        | 1        | 8        | 1        | 1        | 1        | 1        | 5        | 21       | 798 822   | 338 552                                                  | 1 137 374                                                | 6     | Utröstad   |
| 4  | "Yihaa"      | 12       | 12       | 1        | 10       | 3        | 5        | 3        | 8        | 54       | 1 057 492 | 600 798                                                  | 1 658 290                                                | 3     | Kval       |
| 5  | "Teardrops"  | 8        | 5        | 5        | 3        | 8        | 8        | 8        | 3        | 48       | 883 140   | 416 917                                                  | 1 300 057                                                | 5     | Utröstad   |
| 6  | "Life Again" | 1        | 8        | 10       | 8        | 10       | 12       | 12       | 12       | 73       | 1 054 647 | 620 082                                                  | 1 674 729                                                | 2     | Till final |

Galleri från deltävling 3
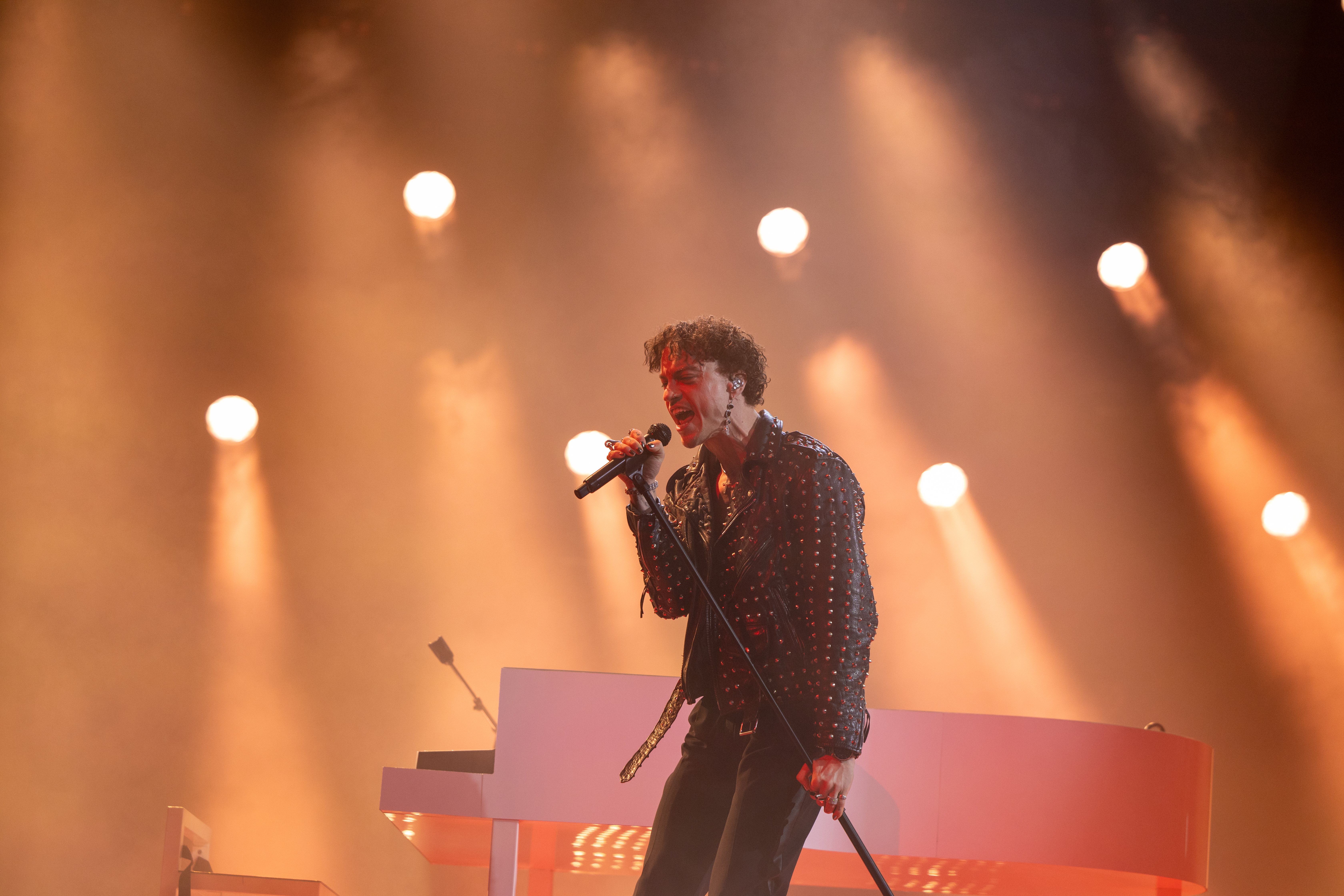
1. Greczula
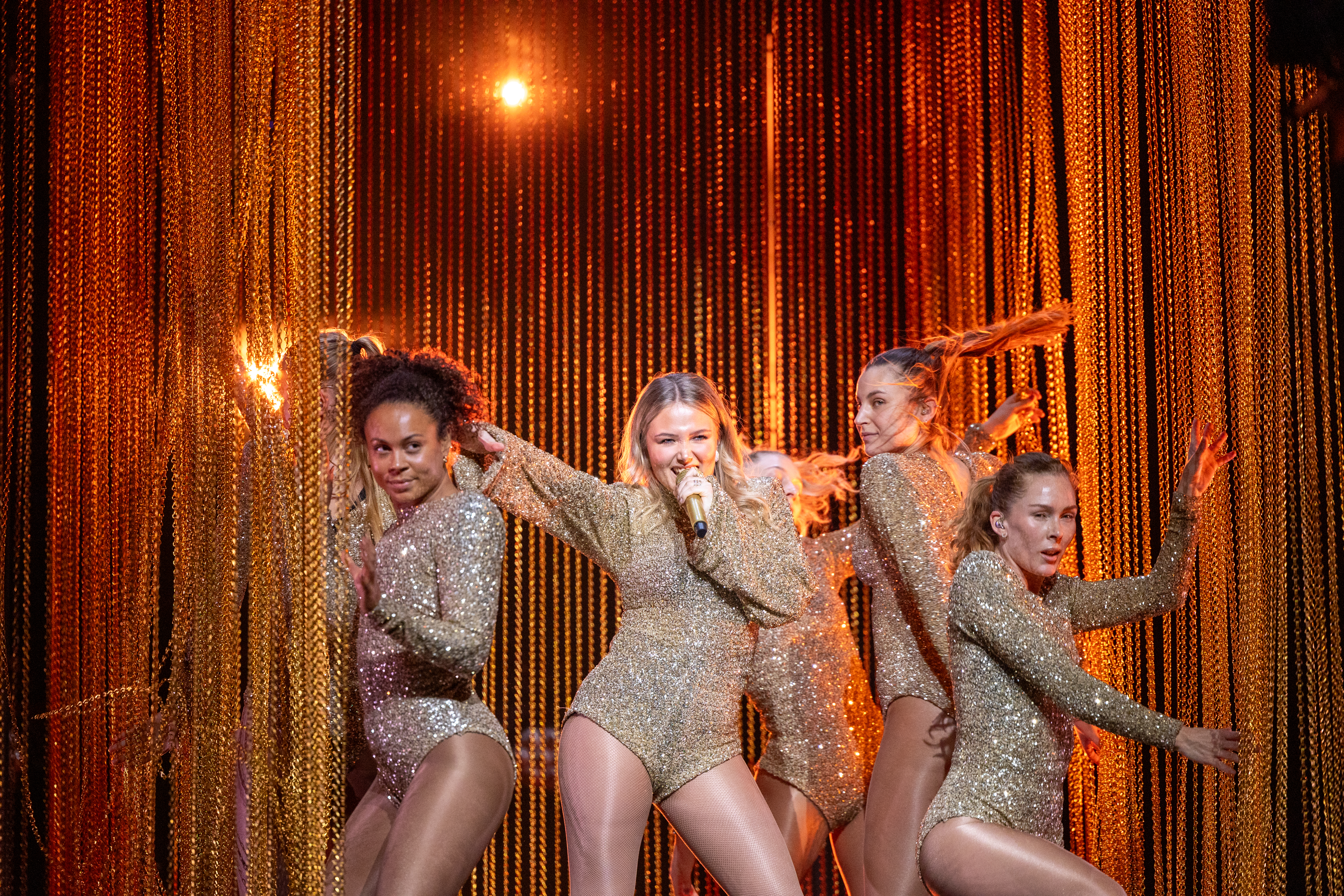
2. Malou Prytz
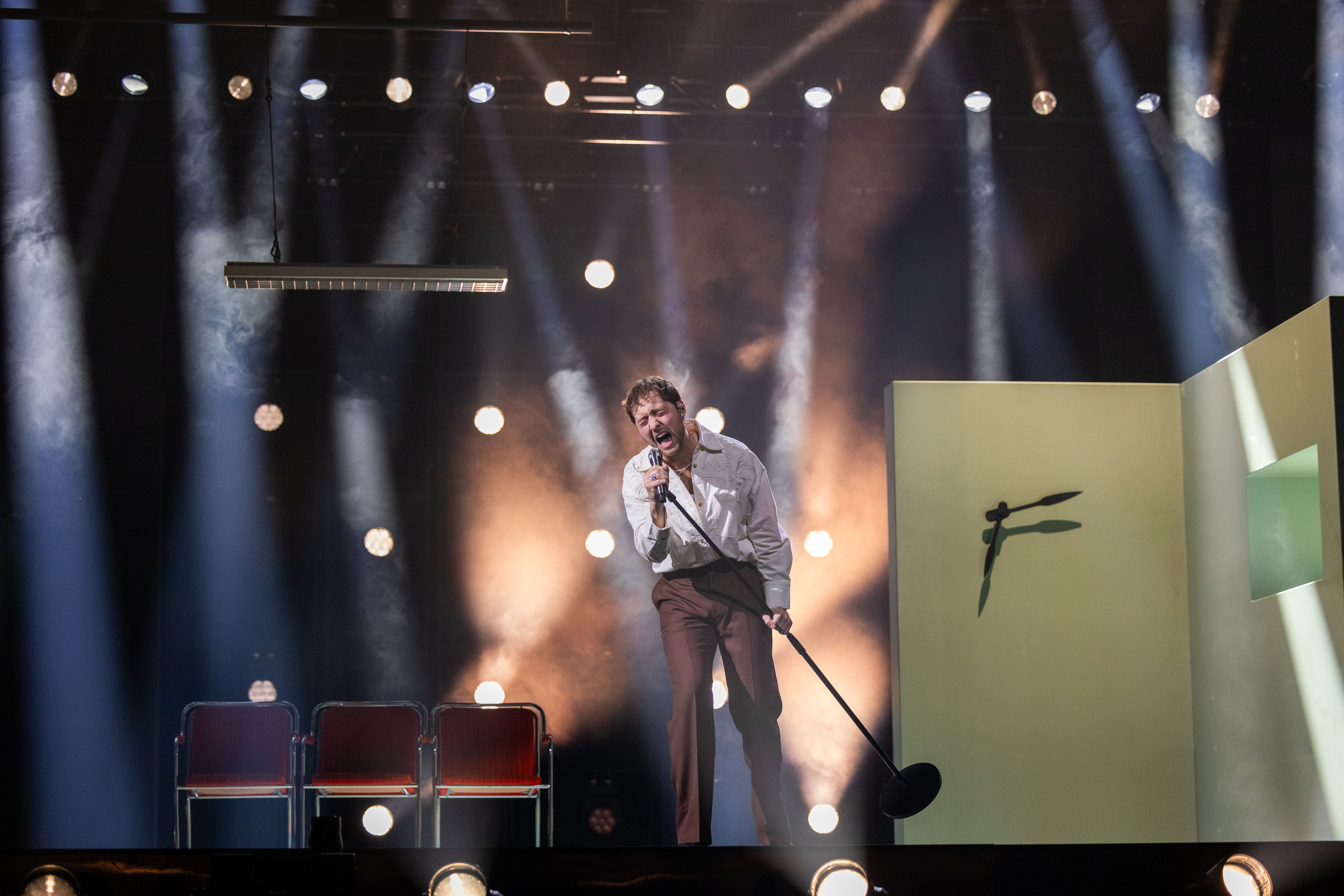
3. Björn Holmgren
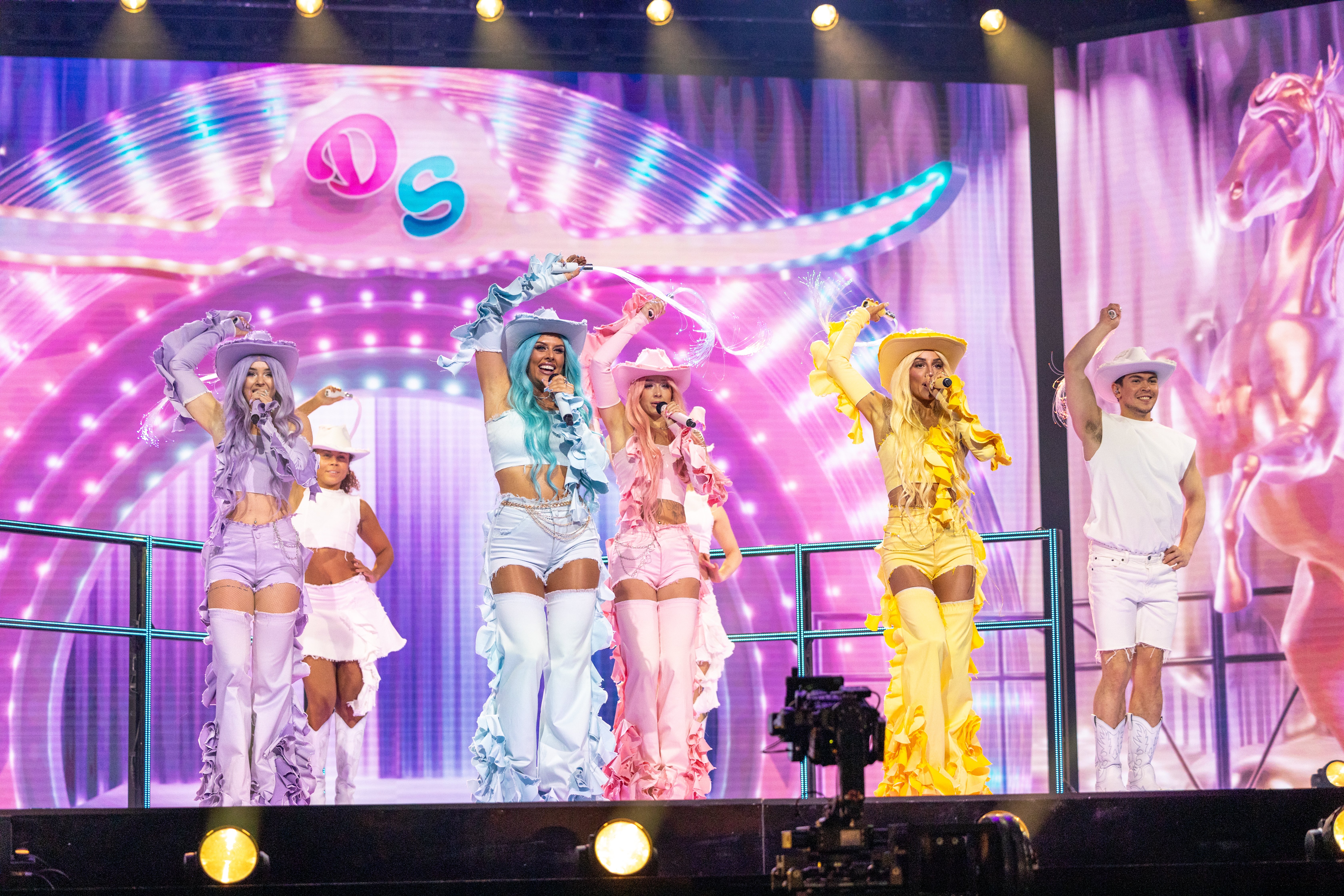
4. Dolly Style
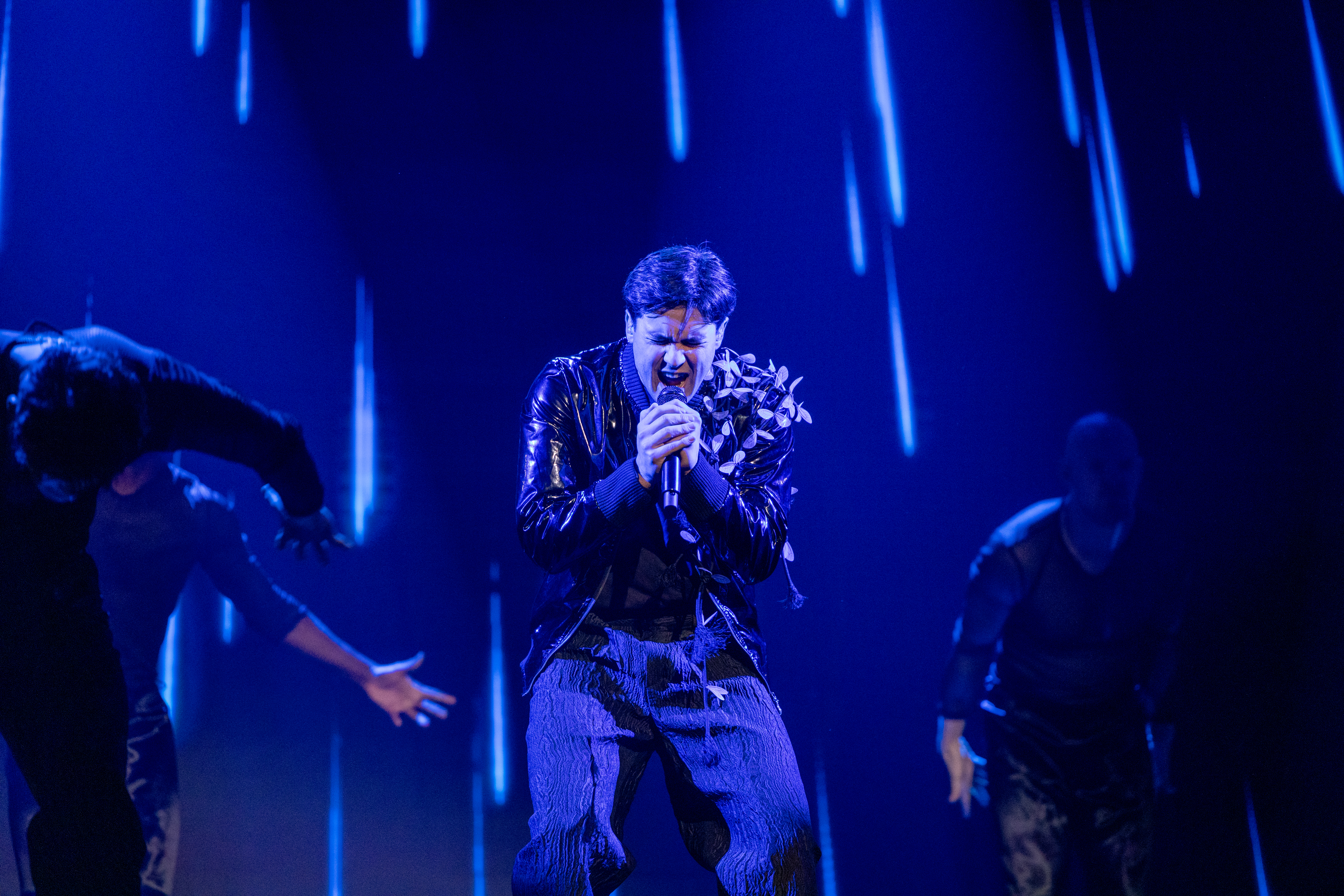
5. Angelino
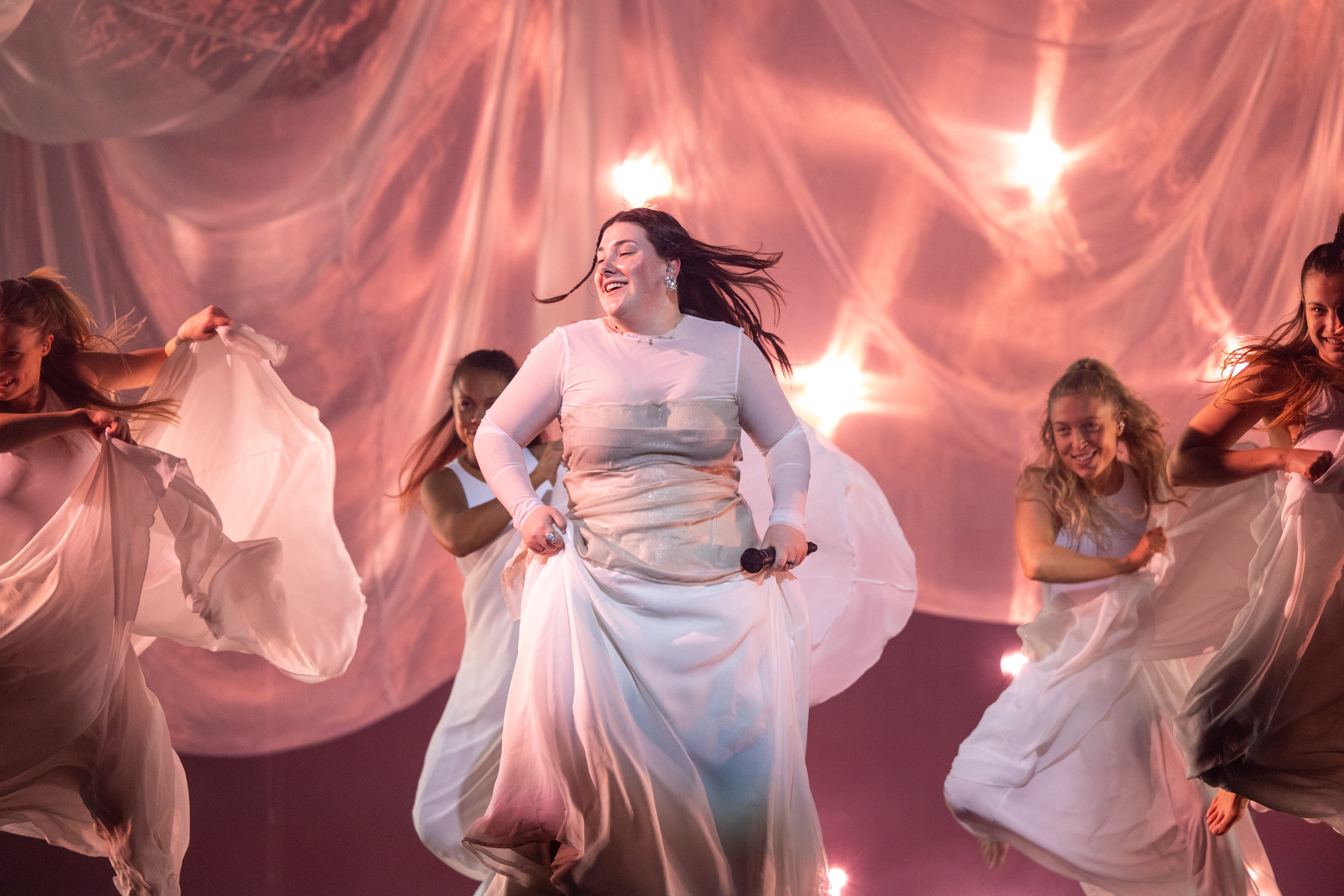
6. Annika Wickihalder

- Totalt antal TV-tittare: 2 341 000[8]
- Totalt antal SVT Play-tittare:
- Totalt antal tittare:

### Deltävling 4

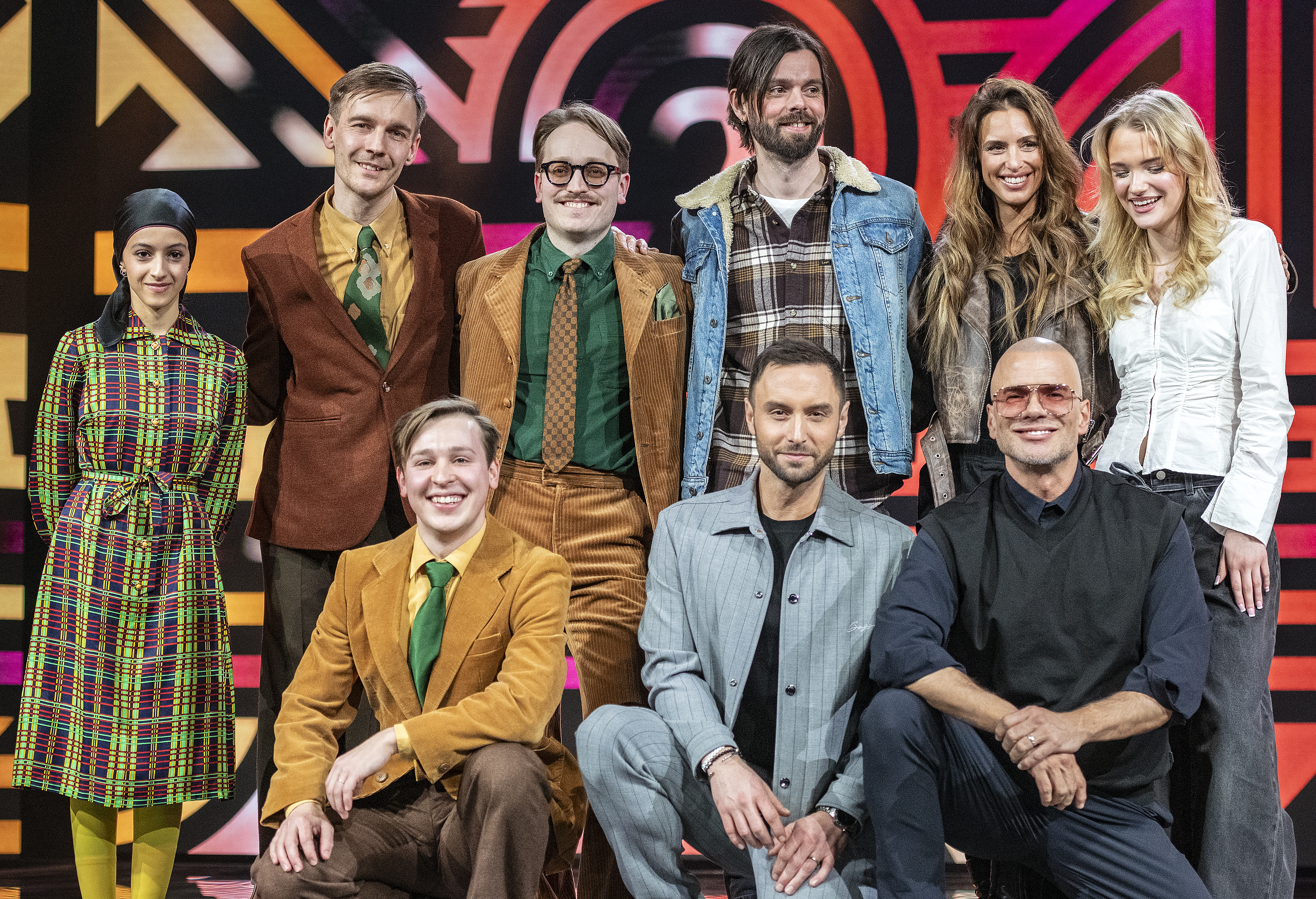
Deltagarna i deltävling 4.

Deltävlingen hölls i Malmö Arena i Malmö lördagen den 22 februari 2025.
| Nr | Artist            | Bidrag            | Text och musik                                                                                       |
| -- | ----------------- | ----------------- | --- |
| 1  | Andreas Lundstedt | Vicious           | Laurell Barker, LIAMOO, Andreas Lundstedt, Dino Medanhodzic                                          |
| 2  | Ella Tiritiello   | Bara du är där    | David Björk, Adam "Rymdpojken" Englund, Loreen Talhaoui                                              |
| 3  | Tennessee Tears   | Yours             | Tilda Feuk, Jonas Hermansson, Gavin Jones, Pär Westerlund                                            |
| 4  | KAJ               | Bara bada bastu   | Kevin Holmström, Jakob Norrgård, Robert Skowronski, Kristofer Strandberg, Anderz Wrethov, Axel Åhman |
| 5  | AmenA             | Do Good Be Better | AmenA, Sandra Bjurman, Stefan Örn                                                                    |
| 6  | Måns Zelmerlöw    | Revolution        | Sebastian Atas, David Lindgren Zacharias, Ola Svensson, Måns Zelmerlöw                               |

#### Resultat
| Nr | Bidrag              | Omgång 1 | Omgång 1 | Omgång 1 | Omgång 1 | Omgång 1 | Omgång 1 | Omgång 1 | Omgång 1 | Omgång 1 | Omgång 1  | Omgång 2                                                 | Totalt antal röster                                      | Plac. | Anmärkning |
| Nr | Bidrag              | 3-9      | 10-15    | 16-29    | 30-44    | 45-59    | 60-74    | 75+      | Tel.     | Poäng    | Röster    | Röster                                                   | Totalt antal röster                                      | Plac. | Anmärkning |
| -- | ------------------- | -------- | -------- | -------- | -------- | -------- | -------- | -------- | -------- | -------- | --------- | -------------------------------------------------------- | -------------------------------------------------------- | ----- | ---------- |
| 1  | "Vicious"           | 5        | 5        | 5        | 5        | 8        | 10       | 5        | 5        | 48       | 925 304   | 597 985                                                  | 1 523 289                                                | 4     | Utslagen   |
| 2  | "Bara du är där"    | 10       | 8        | 8        | 8        | 3        | 3        | 3        | 3        | 46       | 967 458   | 634 115                                                  | 1 601 573                                                | 3     | Kval       |
| 3  | "Yours"             | 3        | 3        | 1        | 3        | 5        | 5        | 8        | 8        | 36       | 773 258   | 436 047                                                  | 1 209 305                                                | 5     | Utröstad   |
| 4  | "Bara bada bastu"   | 8        | 10       | 10       | 10       | 10       | 8        | 10       | 10       | 76       | 1 238 511 | 954 961                                                  | 2 193 472                                                | 2     | Till final |
| 5  | "Do Good Be Better" | 1        | 1        | 3        | 1        | 1        | 1        | 1        | 1        | 10       | 629 574   | 333 799                                                  | 963 373                                                  | 6     | Utröstad   |
| 6  | "Revolution"        | 12       | 12       | 12       | 12       | 12       | 12       | 12       | 12       | 96       | 1 632 844 | Melodin vann omgång 1 och tävlade därmed inte i omgång 2 | Melodin vann omgång 1 och tävlade därmed inte i omgång 2 | 1     | Till final |

Galleri från deltävling 4
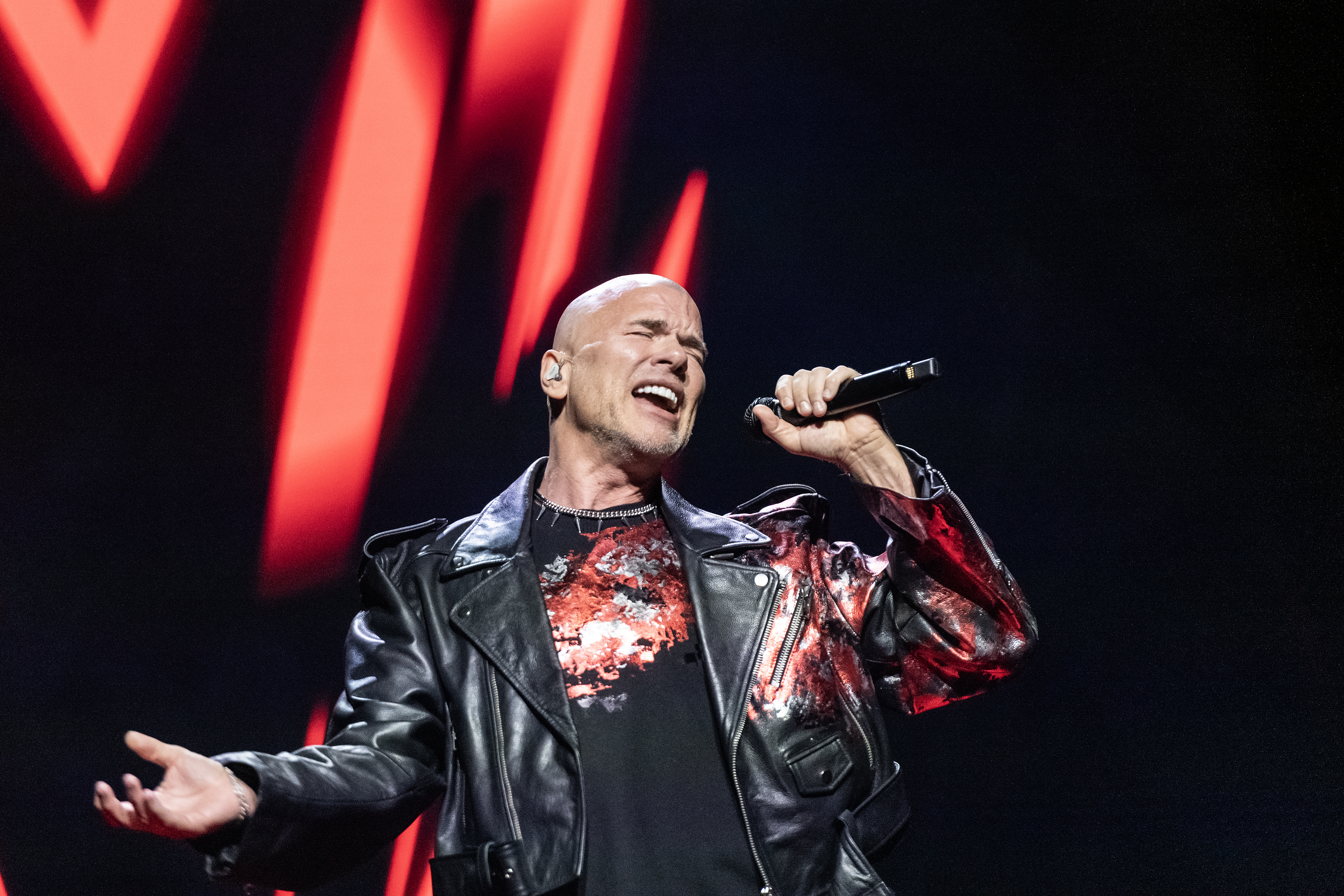
1. Andreas Lundstedt
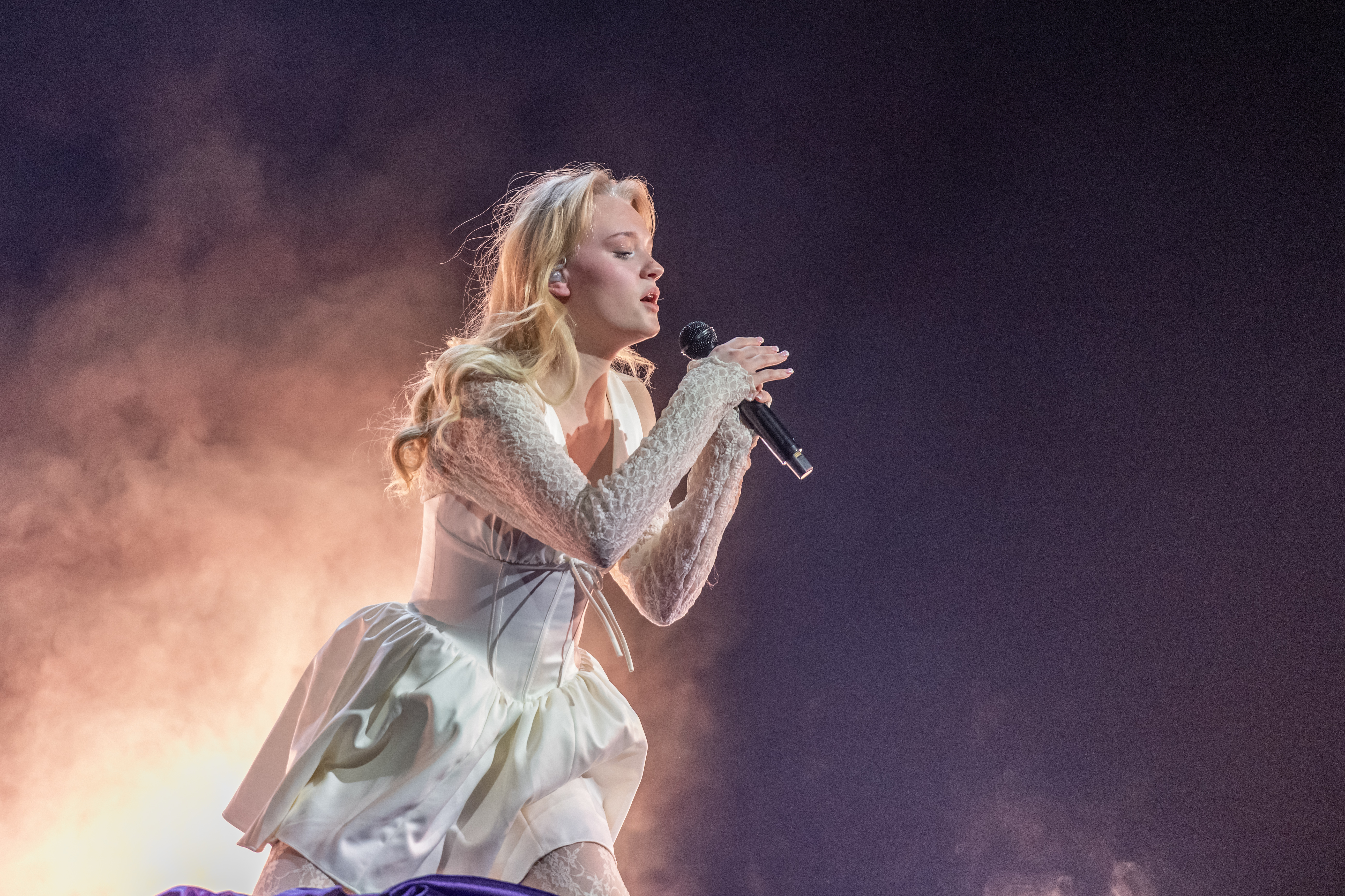
2. Ella Tiritiello
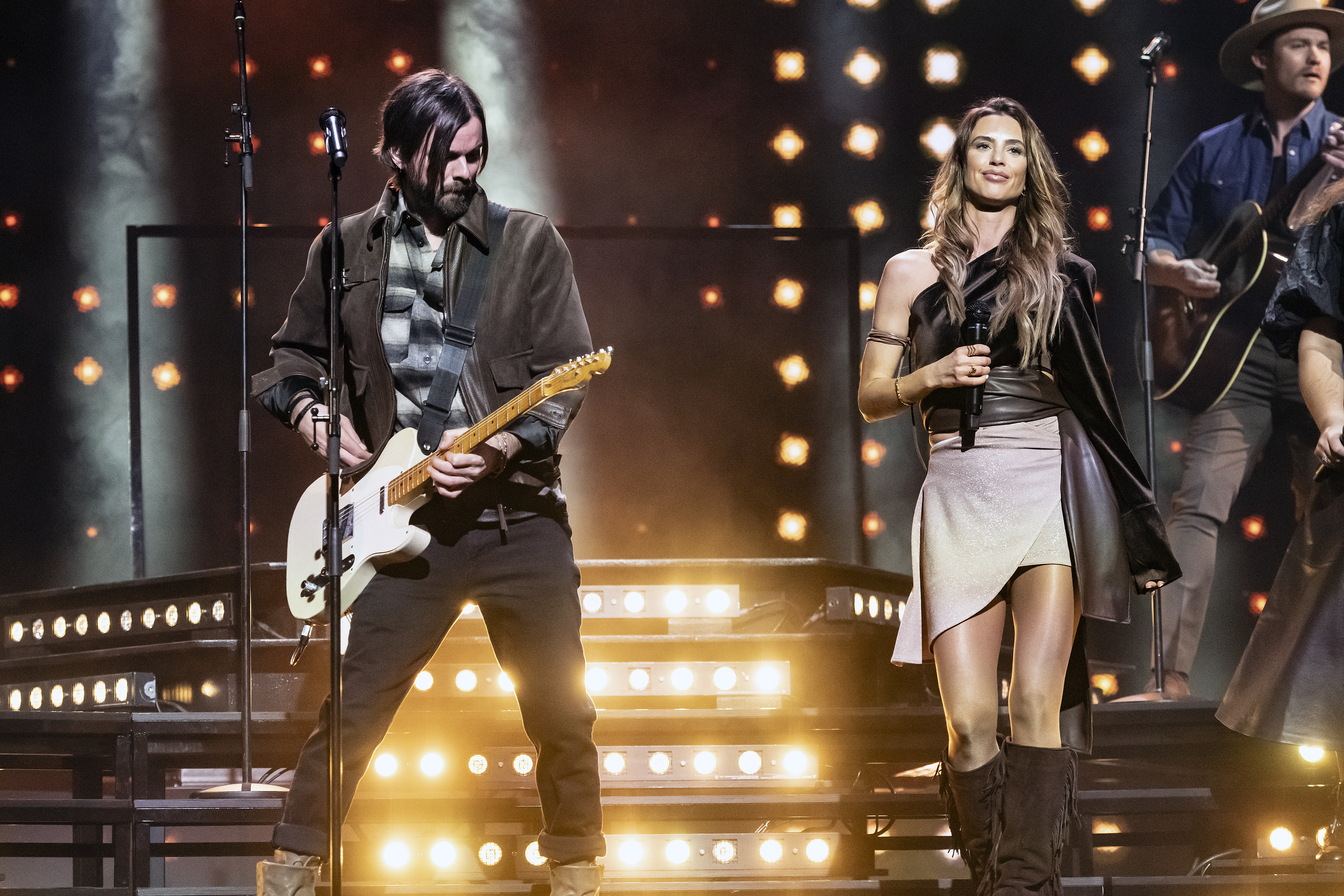
3. Tennessee Tears
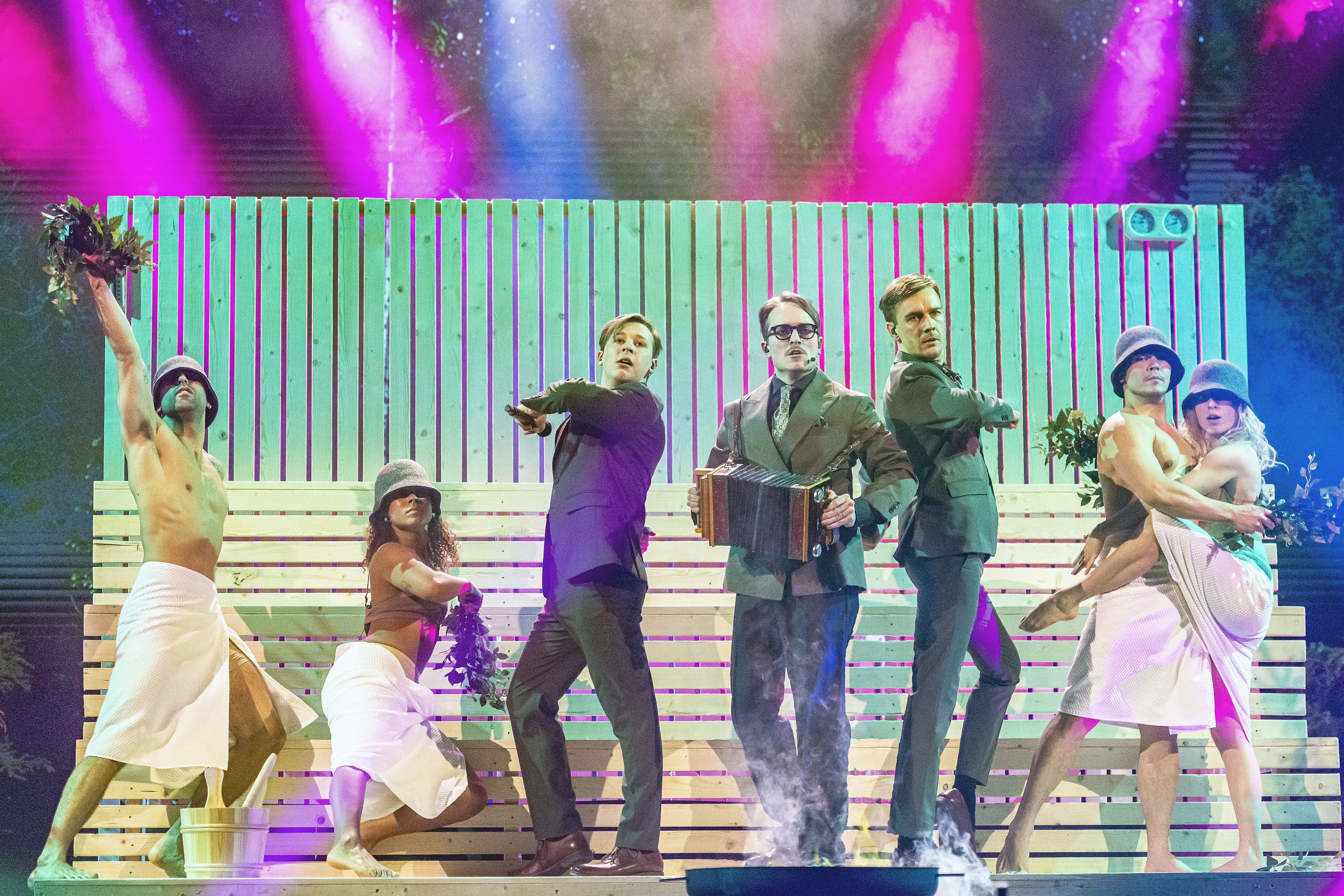
4. KAJ
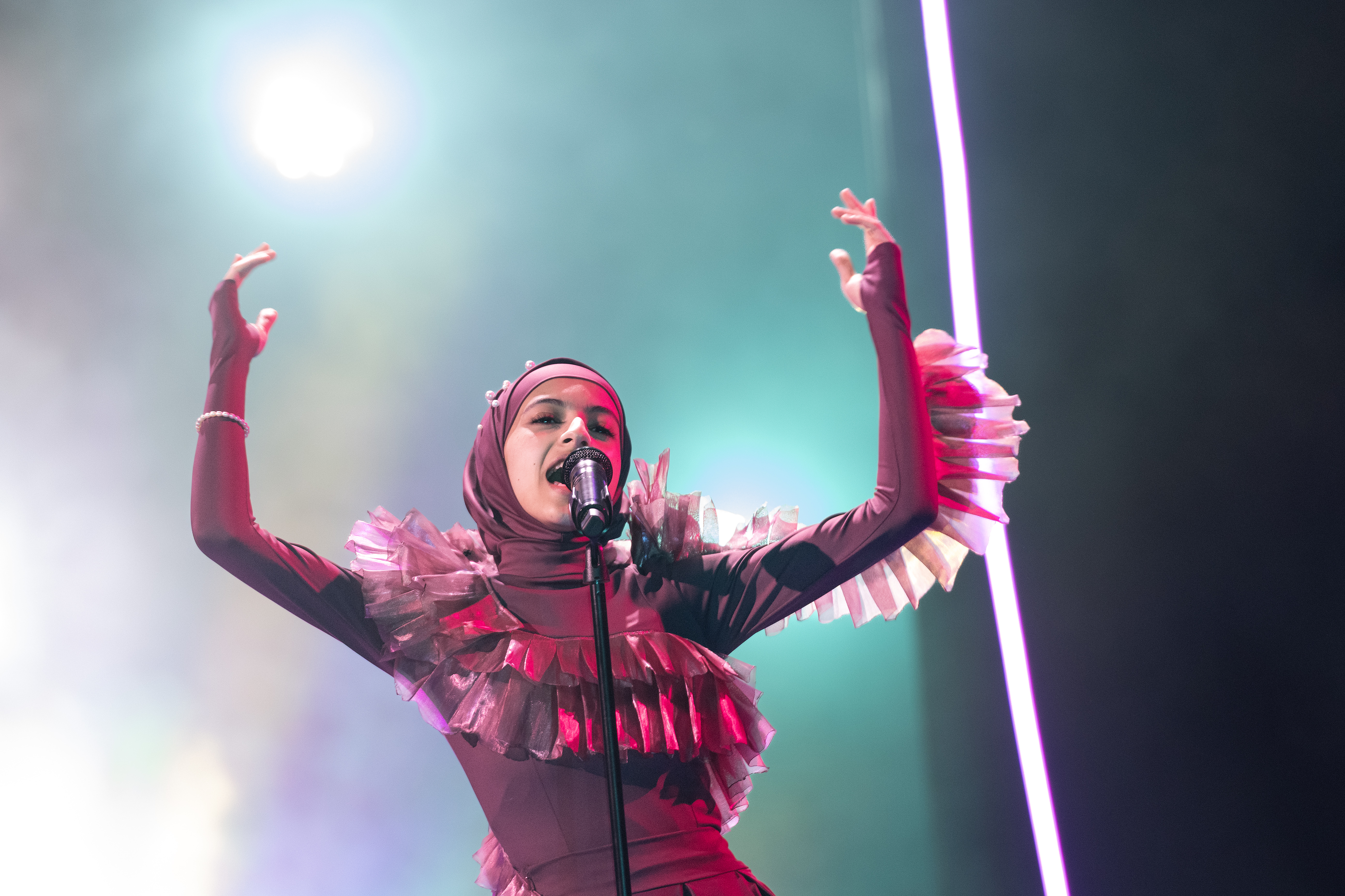
5. AmenA
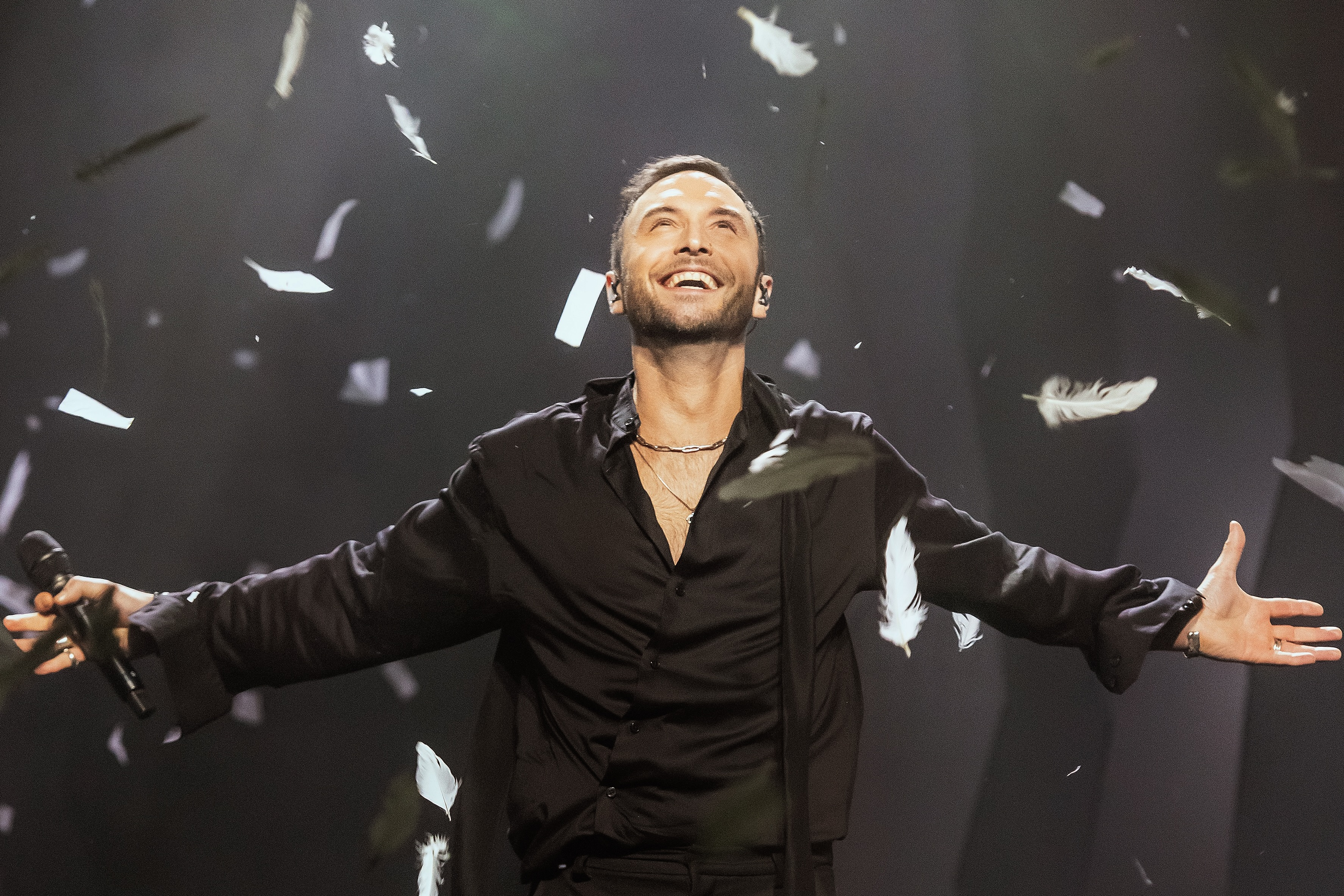
6. Måns Zelmerlöw

- Totalt antal TV-tittare: 2 689 000[8]
- Totalt antal SVT Play-tittare:
- Totalt antal tittare:

### Deltävling 5

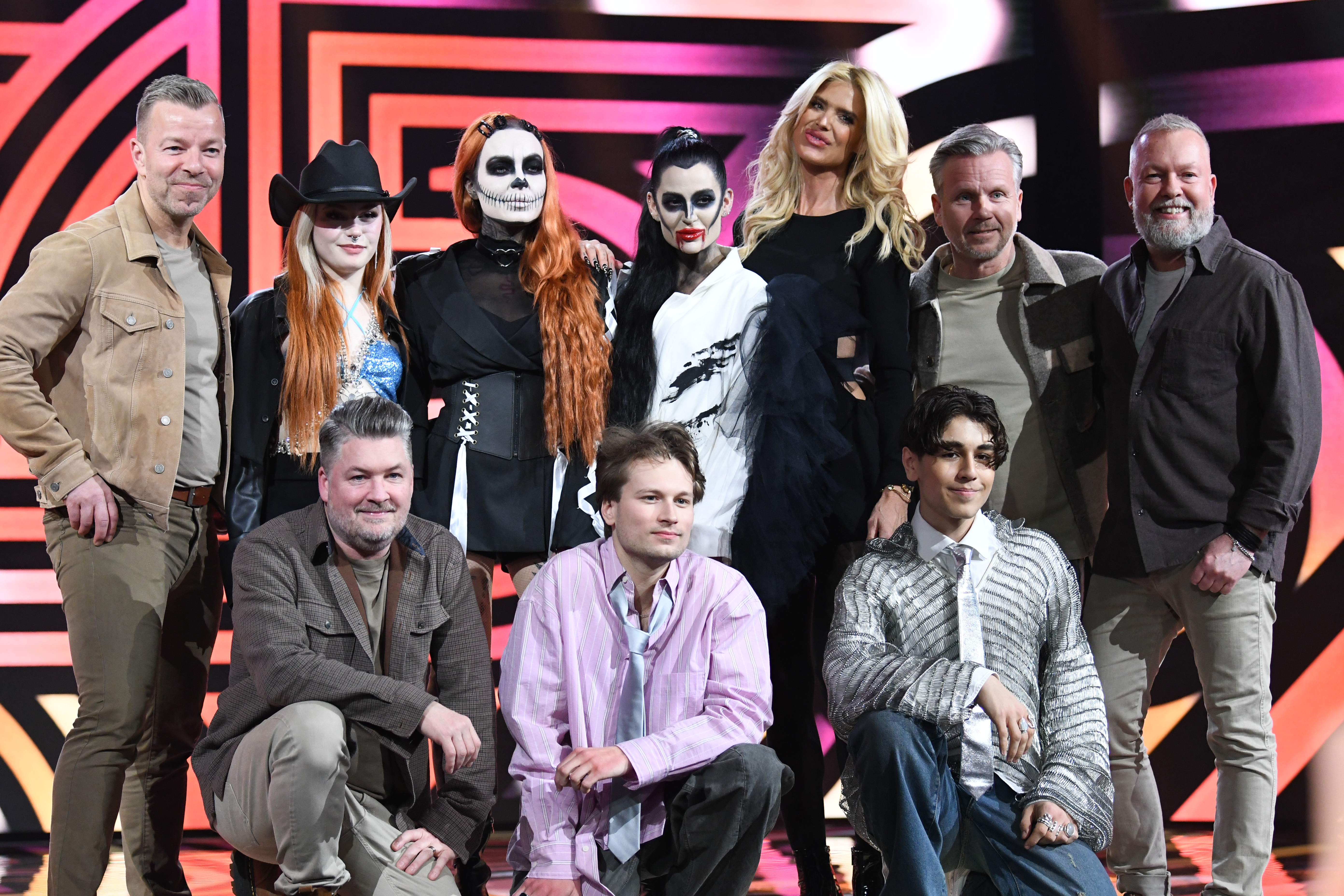
Deltagarna i deltävling 5.

Deltävlingen hölls i Husqvarna Garden i Jönköping lördagen den 1 mars 2025.
| Nr | Artist             | Bidrag             | Text och musik                                                                                |
| -- | ------------------ | ------------------ | --------------------------------------------------------------------------------------------- |
| 1  | Arvingarna         | Ring baby ring     | Stefan Brunzell, Thomas G:son                                                                 |
| 2  | Arwin              | This Dream of Mine | Anderz Wrethov, Arwin Ismail, Jimmy "Joker" Thörnfeldt, Julie "Kill J" Aagaard, Peter Boström |
| 3  | Saga Ludvigsson    | Hate You So Much   | Lisa Desmond, Herman Gardarfve, Saga Ludvigsson                                               |
| 4  | Victoria Silvstedt | Love It!           | Thomas G:son, Jimmy Jansson                                                                   |
| 5  | Vilhelm Buchaus    | I'm Yours          | Vilhelm Buchaus, Elias Edman, Jonatan Lahti, Simon Alexander Ward                             |
| 6  | SCARLET            | Sweet N' Psycho    | Dino Medanhodzic, Scarlet Hunts, Thirsty, Jimmy "Joker" Thörnfeldt, Anderz Wrethov            |

#### Resultat
| Nr | Bidrag               | Omgång 1 | Omgång 1 | Omgång 1 | Omgång 1 | Omgång 1 | Omgång 1 | Omgång 1 | Omgång 1 | Omgång 1 | Omgång 1  | Omgång 2                                                 | Totalt antal röster                                      | Plac. | Anmärkning |
| Nr | Bidrag               | 3-9      | 10-15    | 16-29    | 30-44    | 45-59    | 60-74    | 75+      | Tel.     | Poäng    | Röster    | Röster                                                   | Totalt antal röster                                      | Plac. | Anmärkning |
| -- | -------------------- | -------- | -------- | -------- | -------- | -------- | -------- | -------- | -------- | -------- | --------- | -------------------------------------------------------- | -------------------------------------------------------- | ----- | ---------- |
| 1  | "Ring baby ring"     | 3        | 3        | 3        | 3        | 1        | 1        | 3        | 3        | 20       | 680 012   | 320 987                                                  | 1 000 999                                                | 5     | Utslagen   |
| 2  | "This Dream of Mine" | 12       | 10       | 5        | 5        | 5        | 8        | 8        | 5        | 58       | 1 006 048 | 552 450                                                  | 1 558 498                                                | 3     | Kval       |
| 3  | "Hate You So Much"   | 8        | 12       | 10       | 10       | 10       | 12       | 10       | 8        | 80       | 1 106 111 | Melodin vann omgång 1 och tävlade därmed inte i omgång 2 | Melodin vann omgång 1 och tävlade därmed inte i omgång 2 | 1     | Till final |
| 4  | "Love It!"           | 1        | 1        | 1        | 1        | 3        | 3        | 5        | 1        | 16       | 575 878   | 258 921                                                  | 834 799                                                  | 6     | Utröstad   |
| 5  | "I'm Yours"          | 5        | 5        | 12       | 8        | 8        | 10       | 12       | 12       | 72       | 948 581   | 606 022                                                  | 1 554 603                                                | 4     | Utröstad   |
| 6  | "Sweet N' Psycho"    | 10       | 8        | 8        | 12       | 12       | 5        | 1        | 10       | 66       | 1 117 434 | 825 019                                                  | 1 942 453                                                | 2     | Till final |

Galleri från deltävling 5
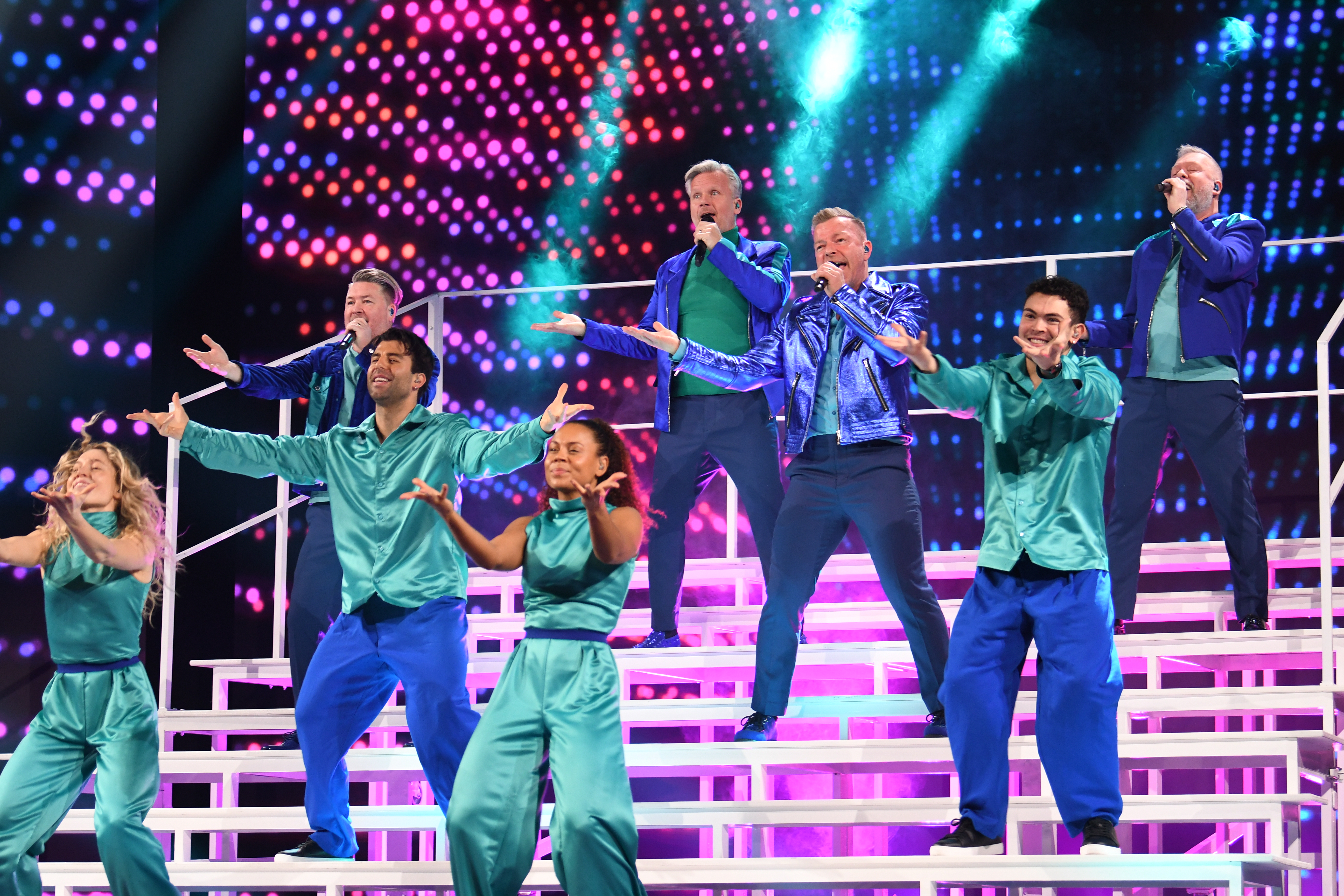
1. Arvingarna
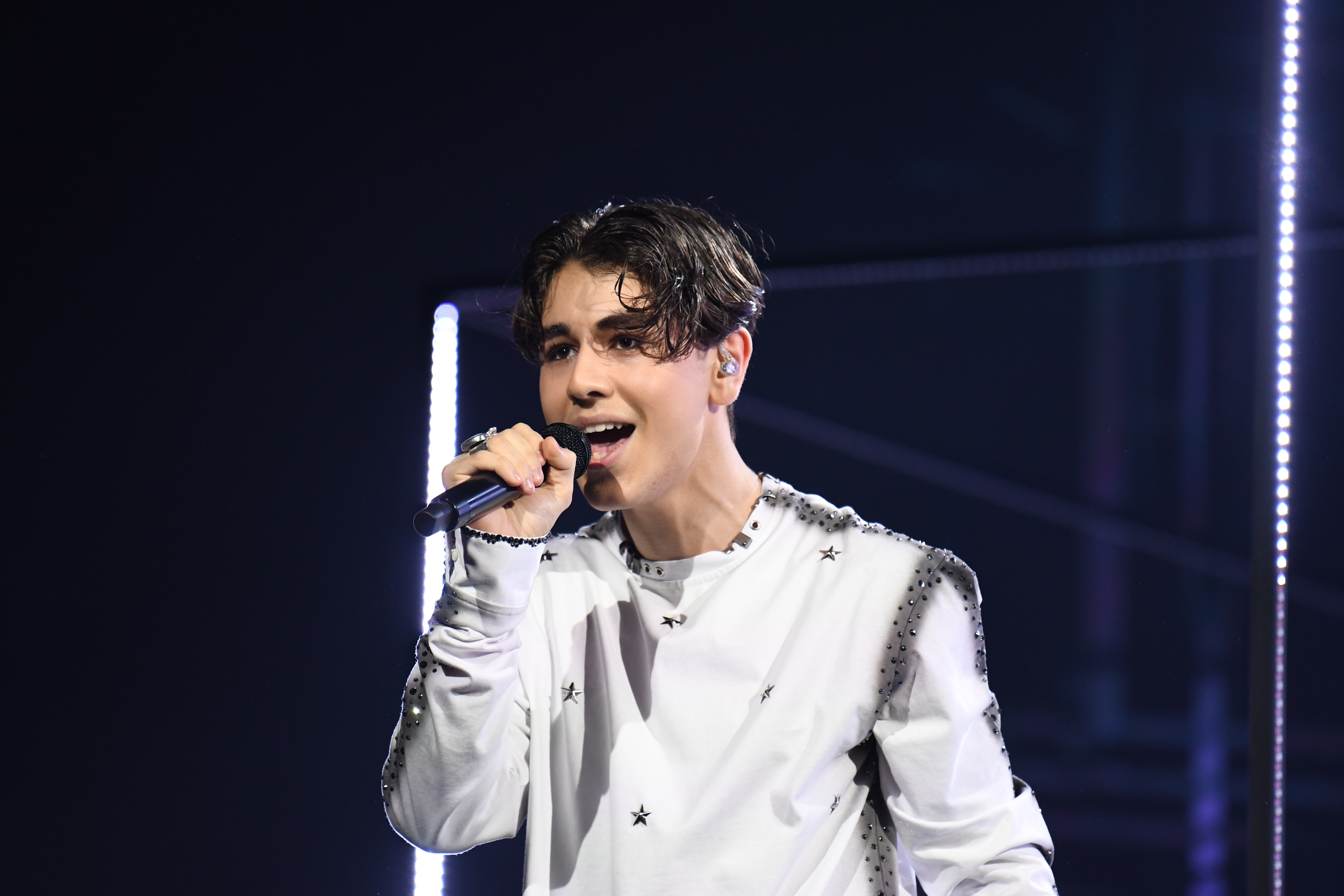
2. Arwin
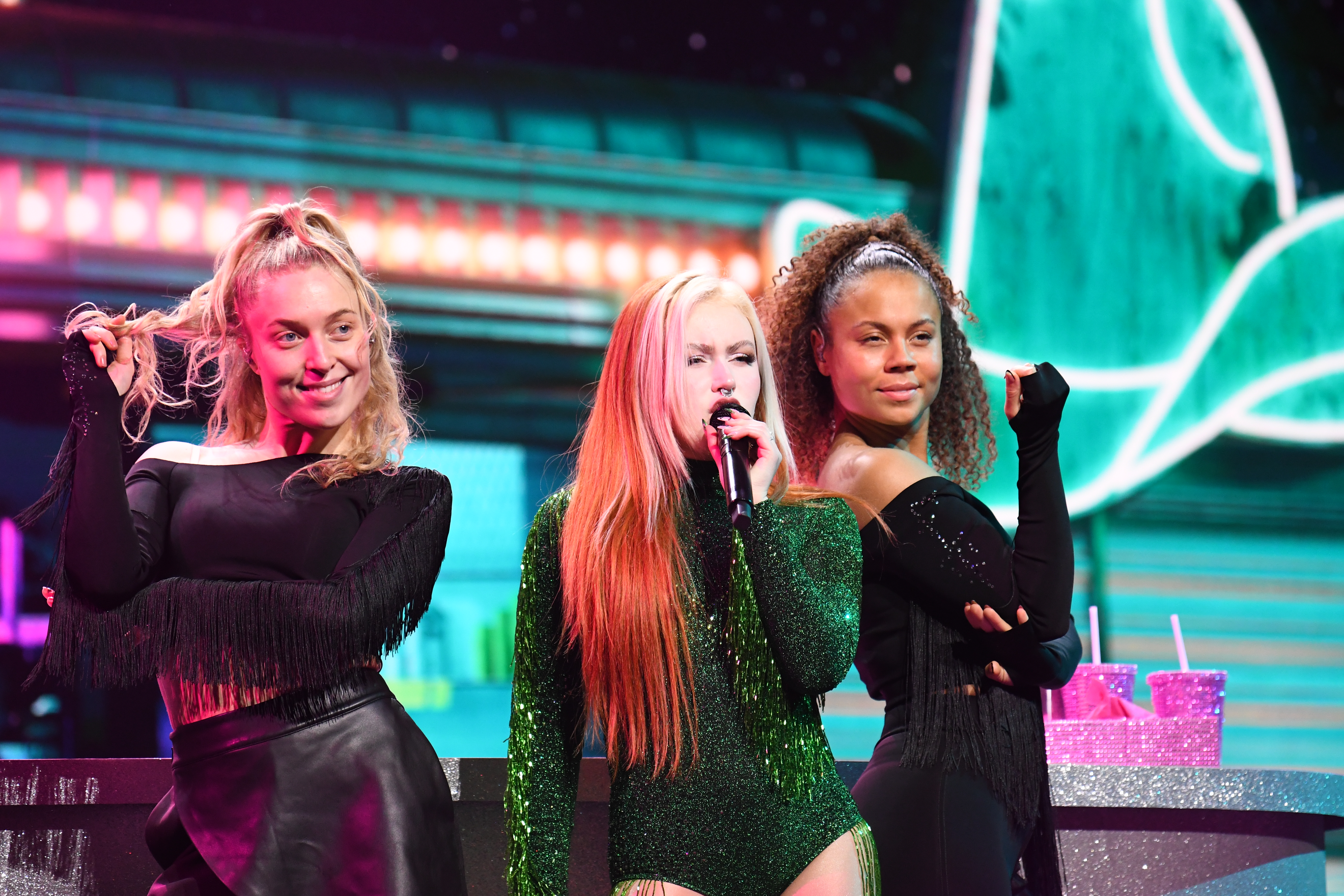
3. Saga Ludvigsson
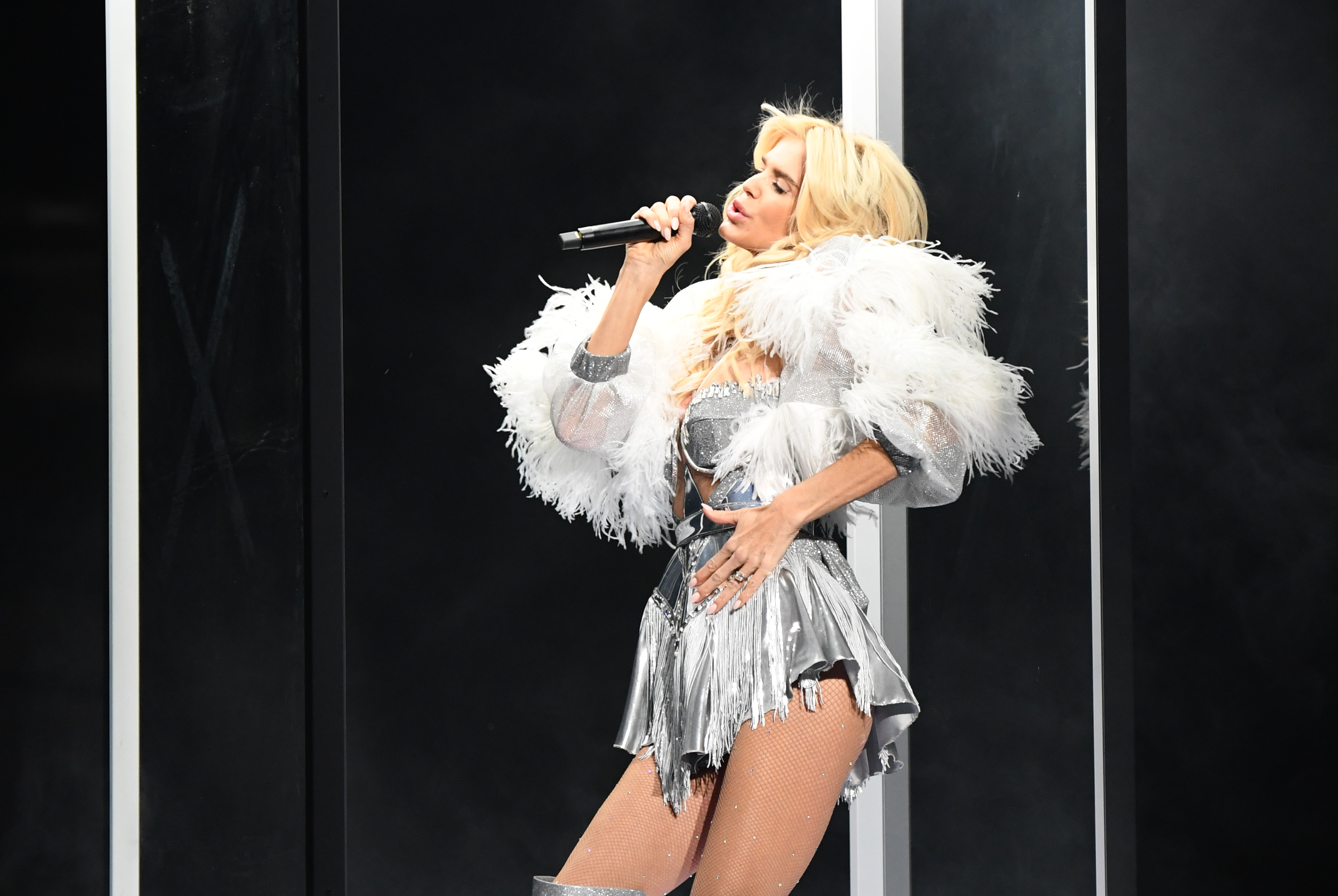
4. Victoria Silvstedt
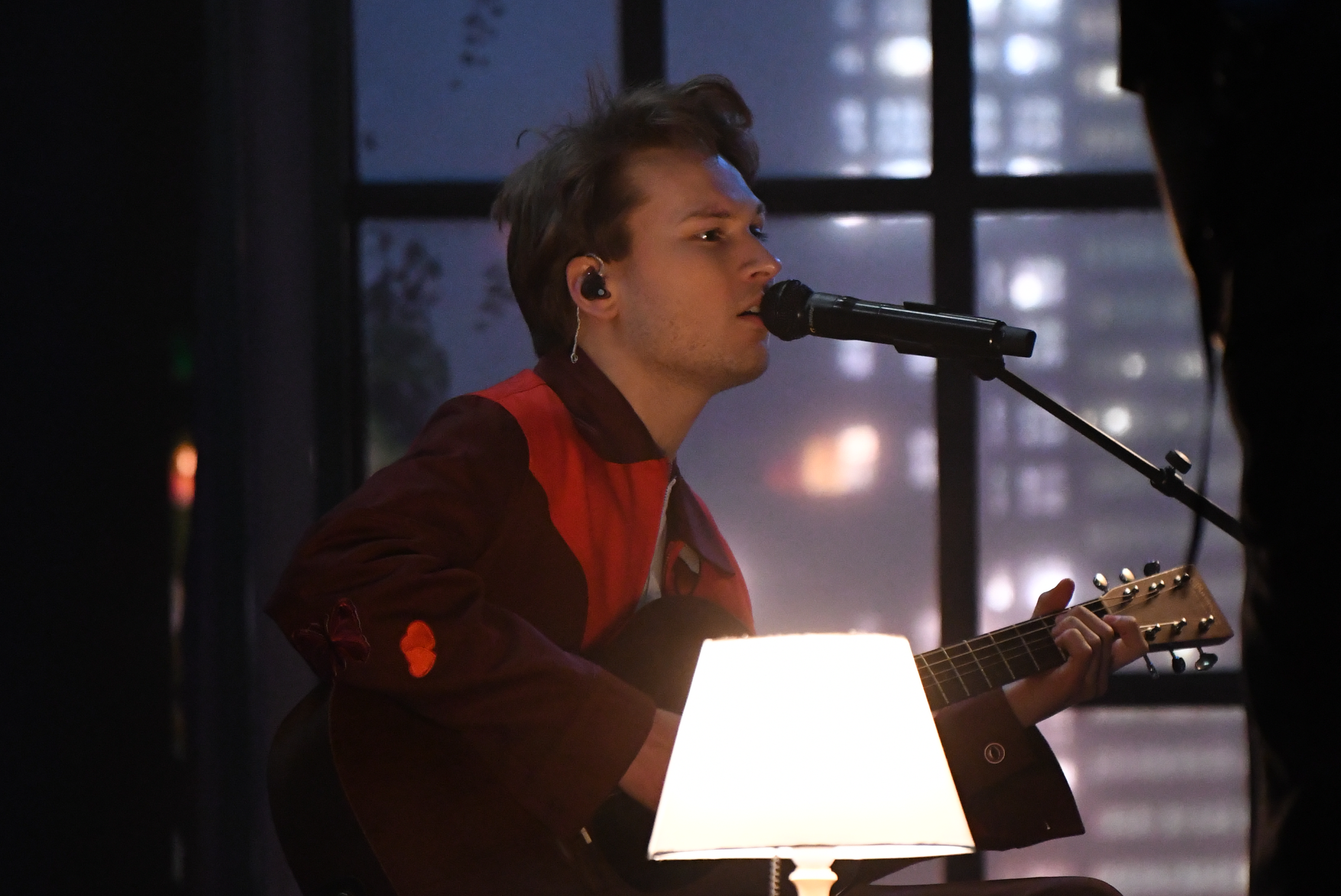
5. Vilhelm Buchaus
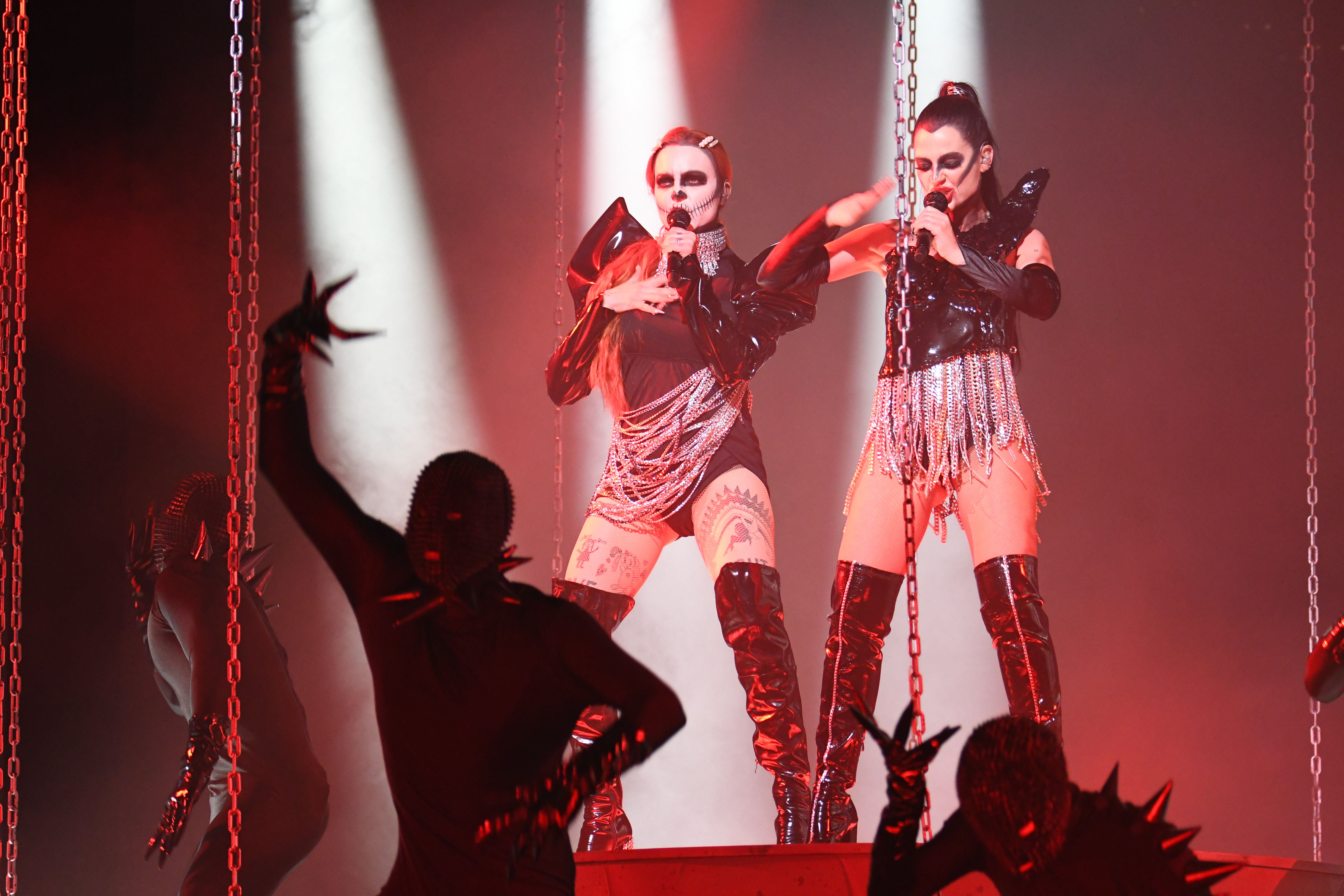
6. SCARLET

- Totalt antal TV-tittare: 2 627 000[8]
- Totalt antal SVT Play-tittare:
- Totalt antal tittare:

### Finalkval
Finalkvalet hölls som en förlängning av Deltävling 5 och bestod av de bidragen som placerat sig på tredjeplats i deltävlingarna. Det av de fem bidragen som fick flest röster i sin respektive deltävling gick direkt till final. De övriga fyra gjorde upp i en ytterligare röstningsomgång om den sista finalplatsen. Inga bidrag framfördes live utan tittarna fick rösta utifrån korta förinspelade klipp.
| Deltävling | Artist          | Bidrag             | Text och musik                                                                                                |
| ---------- | --------------- | ------------------ | --- |
| 1          | Meira Omar      | Hush Hush          | Laurell Barker, Dino Medanhodzic, Meira Omar, Anderz Wrethov                                                  |
| 2          | Kaliffa         | Salute             | Jakob "Big Brain" Malmlöf, Robert Skowronski, Jimmy "Joker" Thörnfeldt, Anderz Wrethov                        |
| 3          | Dolly Style     | Yihaa              | Caroline Aronsson, Herman Gardarfve, Patrik Jean, David Lindgren Zacharias, Mikaela Samuelsson, Melanie Wehbe |
| 4          | Ella Tiritiello | Bara du är där     | David Björk, Adam "Rymdpojken" Englund, Loreen Talhaoui                                                       |
| 5          | Arwin           | This Dream of Mine | Anderz Wrethov, Arwin Ismail, Jimmy "Joker" Thörnfeldt, Julie "Kill J" Aagaard, Peter Boström                 |

#### Resultat
| Bidrag               | Omgång 1 | Omgång 2                                                 | Omgång 2                                                 | Totalt                                                   | Plac. | Anmärkning |
| Bidrag               | Poäng    | Röster                                                   | Poäng                                                    | Poäng                                                    | Plac. | Anmärkning |
| -------------------- | -------- | -------------------------------------------------------- | -------------------------------------------------------- | -------------------------------------------------------- | ----- | ---------- |
| "Hush Hush"          | 210      | 1 087 480                                                | 306                                                      | 516                                                      | 2     | Till final |
| "Salute"             | 197      | 540 096                                                  | 150                                                      | 347                                                      | 4     | Utröstad   |
| "Yihaa"              | 215      | Melodin vann omgång 1 och tävlade därmed inte i omgång 2 | Melodin vann omgång 1 och tävlade därmed inte i omgång 2 | Melodin vann omgång 1 och tävlade därmed inte i omgång 2 | 1     | Till final |
| "Bara du är där"     | 184      | 693 518                                                  | 195                                                      | 379                                                      | 3     | Utröstad   |
| "This dream of mine" | 194      | 531 661                                                  | 149                                                      | 343                                                      | 5     | Utröstad   |

## Finalen

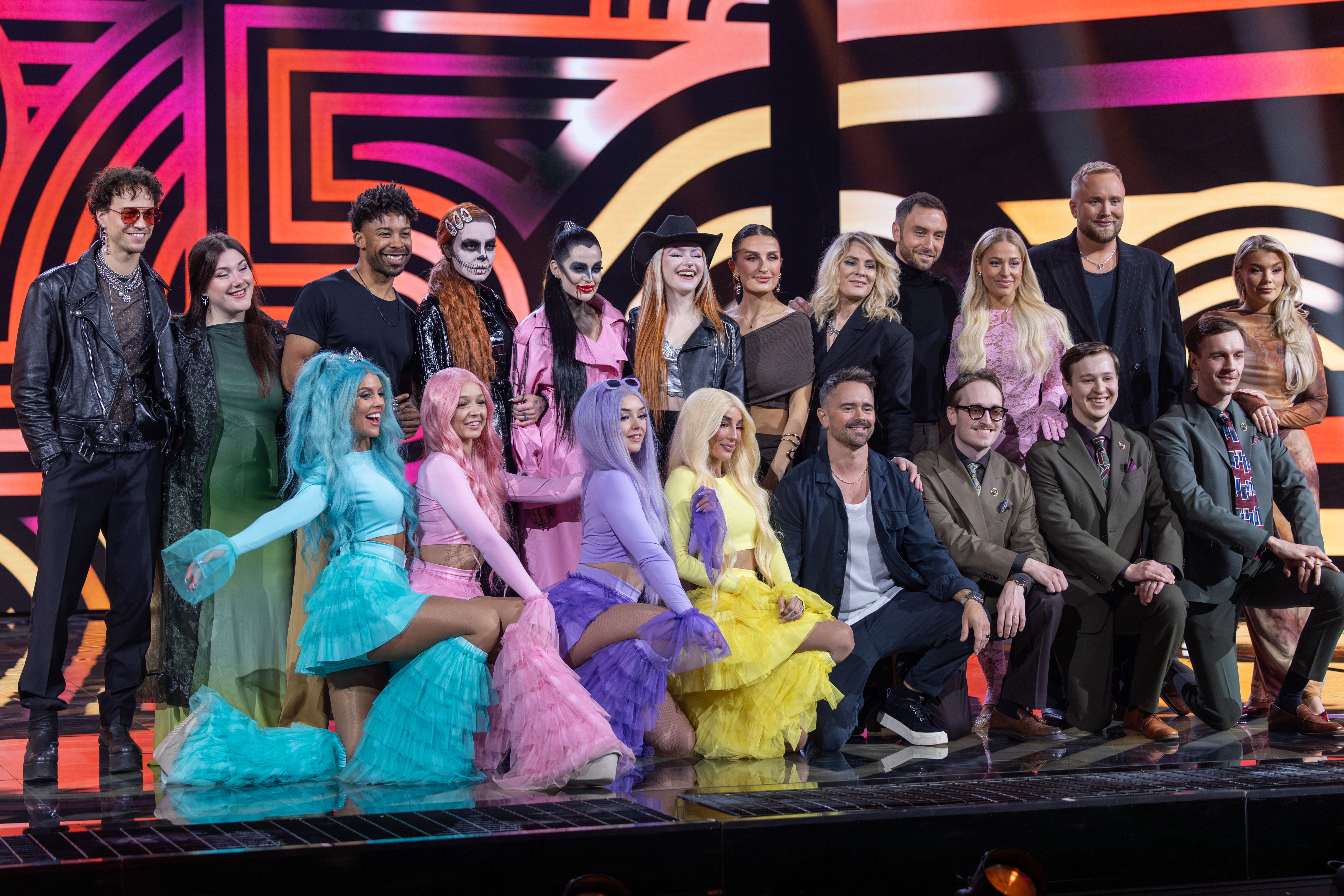
Finalisterna och programledarna.

Finalen hölls i Strawberry Arena i Solna lördagen den 8 mars 2025.
| Nr | Artist             | Bidrag               | Text och musik                                                                                                 | Deltävl. |
| -- | ------------------ | -------------------- | --- | -------- |
| 1  | John Lundvik       | Voice of the Silent  | Jimmy Jansson, John Lundvik, Peter Boström, Thomas G:son                                                       | 1        |
| 2  | Dolly Style        | Yihaa                | Caroline Aronsson, Herman Gardarfve, Patrik Jean, David Lindgren Zacharias, Mikaela Samuelsson, Melanie Wehbe  | Kval (3) |
| 3  | Greczula           | Believe Me           | Kristofer Greczula, Amanda Nordelius, John Russel                                                              | 3        |
| 4  | Klara Hammarström  | On and On and On     | Peter Boström, Moa "Cazzi Opeia" Carlebecker, Thomas G:son, Klara Hammarström, Jimmy Jansson, Dino Medanhodzic | 2        |
| 5  | SCARLET            | Sweet N' Psycho      | Dino Medanhodzic, Scarlet Hunts, Thirsty, Jimmy "Joker" Thörnfeldt, Anderz Wrethov                             | 5        |
| 6  | Erik Segerstedt    | Show Me What Love Is | Mattias Andréasson, Erik Segerstedt, Pontus Söderman                                                           | 2        |
| 7  | Maja Ivarsson      | Kamikaze Life        | Joy Deb, Linnea Deb, Maja Ivarsson, Andreas "Giri" Lindbergh, Jimmy "Joker" Thörnfeldt                         | 1        |
| 8  | Meira Omar         | Hush Hush            | Laurell Barker, Dino Medanhodzic, Meira Omar, Anderz Wrethov                                                   | Kval (1) |
| 9  | Måns Zelmerlöw     | Revolution           | Sebastian Atas, David Lindgren Zacharias, Ola Svensson, Måns Zelmerlöw                                         | 4        |
| 10 | Saga Ludvigsson    | Hate You So Much     | Lisa Desmond, Herman Gardarfve, Saga Ludvigsson                                                                | 5        |
| 11 | Annika Wickihalder | Life Again           | Herman Gardarfve, Patrik Jean, Annika Wickihalder                                                              | 3        |
| 12 | KAJ                | Bara bada bastu      | Kevin Holmström, Jakob Norrgård, Robert Skowronski, Kristofer Strandberg, Anderz Wrethov, Axel Åhman           | 4        |

### Finalresultat
I finalen vann Kajs Bara bada bastu med 164 poäng, tätt följd av Måns Zelmerlöws Revolution på 157 poäng. Tredjeplaceringen gick till Greczula och Believe Me med 103 poäng, som aldrig var en utmanare till vinsten. Resultatet kallades en skräll då den tidigare Eurovision-vinnaren Zelmerlöw var segertippad. Revolution vann också jurygruppernas röster, men fick se sig besegrad av tittarrösterna. Bara bada bastu fick flest röster av svenska folket i Melodifestivalens historia,  och slog därmed Tattoo från 2023. 

#### Poäng och placeringar
Nedan redovisas poäng och placeringar för bidragen i finalen.
| Nr | Bidrag               | LIT | ITA | SCH | IRL | FRA | NOR | GRE | SER | Jury- poäng | Tittarröster | 3-9 | 10-15 | 16-29 | 30-44 | 45-59 | 60-74 | 75+ | Telefon | Tittar- poäng | Totalt | Plac. |
| -- | -------------------- | --- | --- | --- | --- | --- | --- | --- | --- | ----------- | ------------ | --- | ----- | ----- | ----- | ----- | ----- | --- | ------- | ------------- | ------ | ----- |
| 1  | Voice of the Silent  | 8   | 7   | 8   | 5   | 6   | 5   | 4   | 6   | 49          | 1 578 564    | 2   | 2     | 1     | 2     | 3     | 5     | 7   | 3       | 25            | 74     | 6     |
| 2  | Yihaa                | 10  | 10  | 4   | 6   | 1   | 6   | 8   | 3   | 48          | 2 011 049    | 10  | 7     | 4     | 5     |       |       |     | 1       | 27            | 75     | 5     |
| 3  | Believe Me           | 3   | 8   | 7   | 4   | 7   | 3   | 5   | 10  | 47          | 2 696 753    | 3   | 5     | 10    | 8     | 8     | 8     | 6   | 8       | 56            | 103    | 3     |
| 4  | On and On and On     |     | 1   | 3   | 3   | 8   | 8   | 7   | 4   | 34          | 2 461 721    | 8   | 8     | 7     | 6     | 7     | 2     | 3   | 2       | 43            | 77     | 4     |
| 5  | Sweet N' Psycho      | 6   | 4   |     | 2   | 4   | 7   |     | 8   | 31          | 1 943 638    | 6   | 4     | 2     | 7     | 6     | 3     |     | 5       | 33            | 64     | 7     |
| 6  | Show Me What Love Is | 5   | 2   | 1   | 8   | 2   | 2   | 2   | 2   | 24          | 1 615 974    | 1   | 1     | 3     | 1     | 4     | 6     | 5   | 6       | 27            | 51     | 9     |
| 7  | Kamikaze Life        | 2   |     |     |     |     |     |     |     | 2           | 1 435 634    |     |       |       | 3     | 5     | 7     | 8   | 7       | 30            | 32     | 11    |
| 8  | Hush Hush            |     |     | 6   | 10  | 3   | 4   | 3   |     | 26          | 1 901 356    | 5   | 6     | 6     | 4     | 2     |       | 1   |         | 24            | 50     | 10    |
| 9  | Revolution           | 7   | 6   | 12  | 7   | 12  | 10  | 10  | 12  | 76          | 3 278 385    | 7   | 10    | 8     | 10    | 12    | 12    | 12  | 10      | 81            | 157    | 2     |
| 10 | Hate You So Much     | 1   | 3   | 10  |     |     | 1   | 1   | 1   | 17          | 1 472 693    | 4   | 3     |       |       |       | 1     | 2   |         | 10            | 27     | 12    |
| 11 | Life Again           | 12  | 5   | 2   | 1   | 5   |     | 6   | 5   | 36          | 1 370 687    |     |       | 5     |       | 1     | 4     | 4   | 4       | 18            | 54     | 8     |
| 12 | Bara bada bastu      | 4   | 12  | 5   | 12  | 10  | 12  | 12  | 7   | 74          | 4 305 774    | 12  | 12    | 12    | 12    | 10    | 10    | 10  | 12      | 90            | 164    | 1     |

- Totalt antal TV-tittare: 3 112 000[8]
- Totalt antal SVT Play-tittare:
- Totalt antal tittare:

## Statistik
- Totalt antal TV-tittare:
- Totalt antal SVT Play-tittare:
- Totalt antal tittare:

### Röstningsstatistik
- Totalt insamlat till Radiohjälpen: 3 336 564 kronor (-22,3% jämfört med förra året)[13]
- Totalt antal röster: 72 474 314 röster (-8.5% jämfört med förra året)[13]
- Totalt antal röstande: 4 213 102 enheter (-2.4% jämfört med förra året)[13]

## Turnéplan
| Evenemang                      | Datum            | Arena                 | Stad      |
| ------------------------------ | ---------------- | --------------------- | --------- |
| Deltävling 1                   | 1 februari 2025  | Coop Norrbotten Arena | Luleå     |
| Deltävling 2                   | 8 februari 2025  | Scandinavium          | Göteborg  |
| Deltävling 3                   | 15 februari 2025 | ABB Arena             | Västerås  |
| Deltävling 4                   | 22 februari 2025 | Malmö Arena           | Malmö     |
| Deltävling 5 (och finalkvalet) | 1 mars 2025      | Husqvarna Garden      | Jönköping |
| Final                          | 8 mars 2025      | Strawberry Arena      | Solna     |

Källa: